# Stare Arkady na Cmentarzu Centralnym w Wiedniu

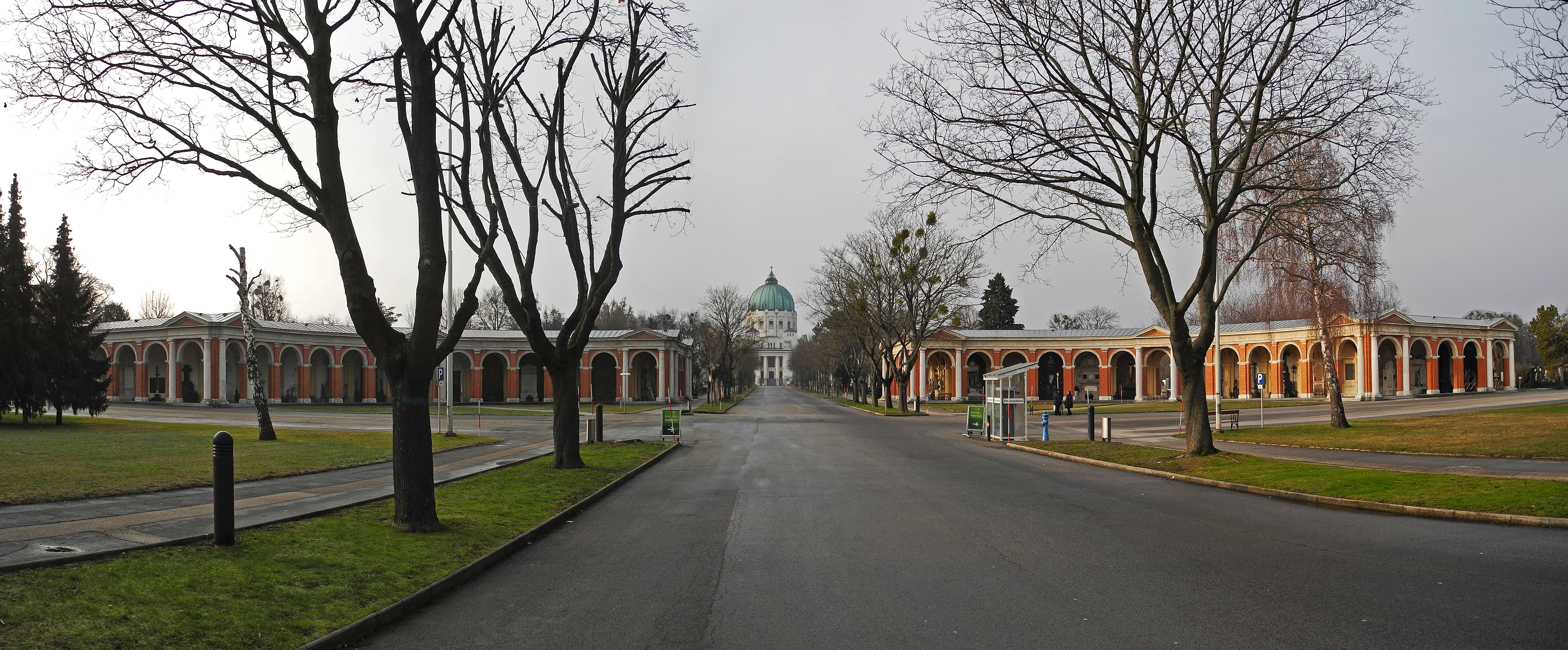
Stare Arkady (Alte Arkaden)

Stare Arkady (niem. Alte Arkaden) na Cmentarzu Centralnym w Wiedniu – zespół dwóch budynków mieszczących grobowce z XIX i XX wieku.

Jedne z najstarszych budynków powstałych na Cmentarzu Centralnym w Wiedniu. Położone symetrycznie na lewo (sektor 31 A) i prawo (sektor 13 A) od głównej alei prowadzącej od bramy nr 1 do kościoła cmentarnego. Powstały w latach 1879–1881 w stylu neorenesansowym, zaprojektowany został przez twórców całego cmentarza Karla Jonasa Myliusa i Alfreda Friedricha Bluntschliego. Mieściły one pierwotnie grobowce dla rodzin z klasy średniej, obecnie chowani w nich są także ludzie zasłużeni dla miasta Wiednia. Kolejno w kryptach pochowani są członkowie rodzin Maczuski i Wagner (1), Cessner (2), Schop-Seidl (3), Hollych (4), Oberzeller i Böhm (6), Wondrasch (7), Princeps i Zitnik (8), Skene (9), Bloch (10), Rakhata Alijeva (11), rodziny Lautner (12), Friedländer (13), Schimke (14), Friedmann (17), Hass (18), Franza von Wertheima (19), rodziny Graus (20), Zielińskich (22), Augusta Zanga (23), rodziny Zeitlinger (24), Weinberger-Markl (25), Mittag von Lenkheym (26), Steffen (27), Sanetty (28), Adamów (29), Nemelka (30), Mayerweck (31), Eduarda Klepsch-Kloth von Rhodena (32), rodziny Waechter (33), Oppolzer (34), von Mautner Markhof (35 i 36). Krypta 5 jest użytkowana przez dom pogrzebowy z Japonii. Chowani są w niej miłośnicy muzyki poważnej z tego kraju. Krypty 15, 16 i 21 są obecnie puste. Spośród znaczących osobistości pochowani zostali tutaj m.in. redaktor i wydawca jednego z najważniejszych dzienników wiedeńskich – Max Friedländer, polski pisarz, działacz polskiego oraz austriackiego PEN-Clubu – Adam Zieliński, a także feldmarszałek Eduard Alois Klepsch-Kloth von Roden. 

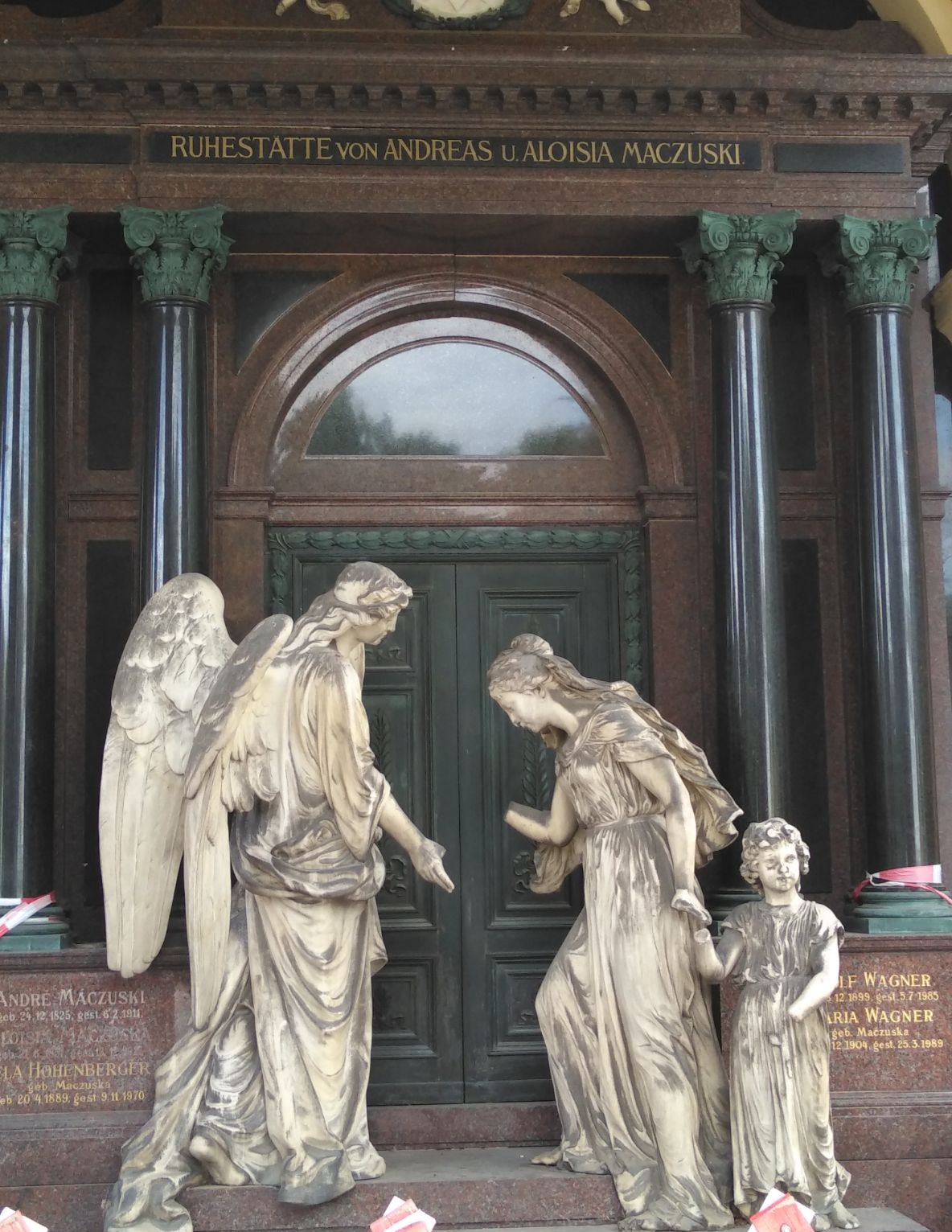
krypta 1 – rodziny Maczuski i Wagnerów
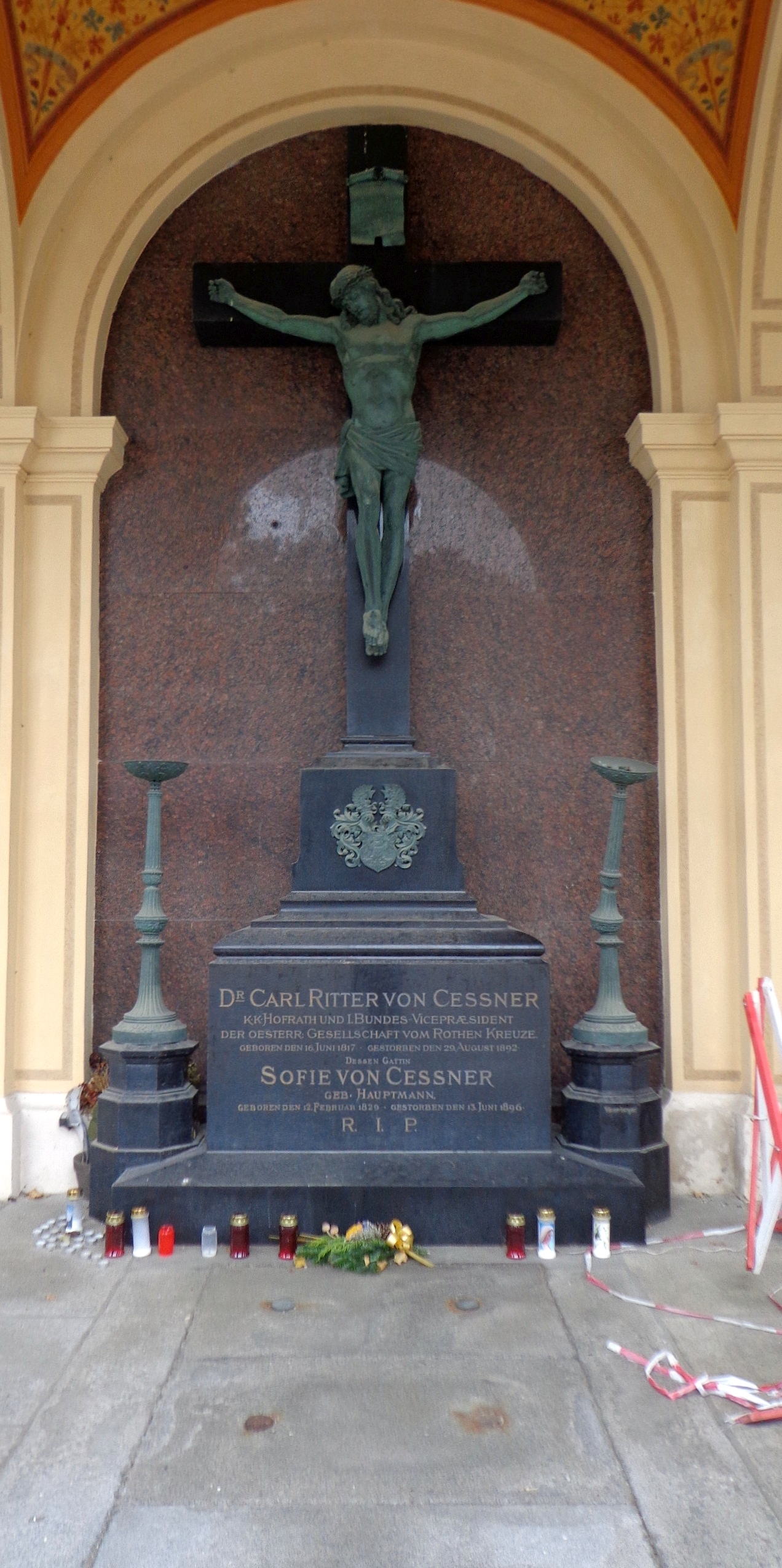
krypta 2 – rodziny Cessner
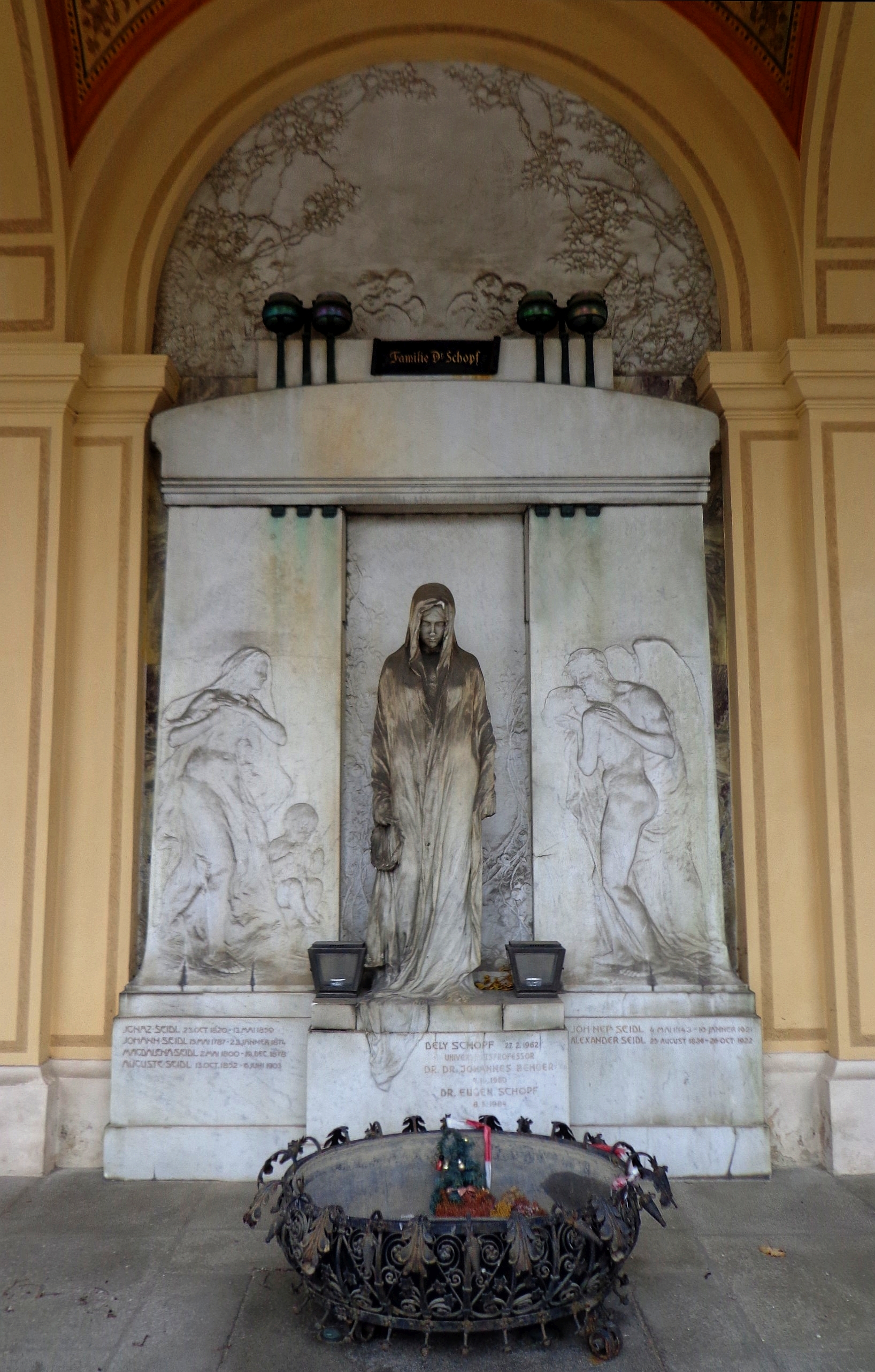
krypta 3 – rodziny Schop-Seidl
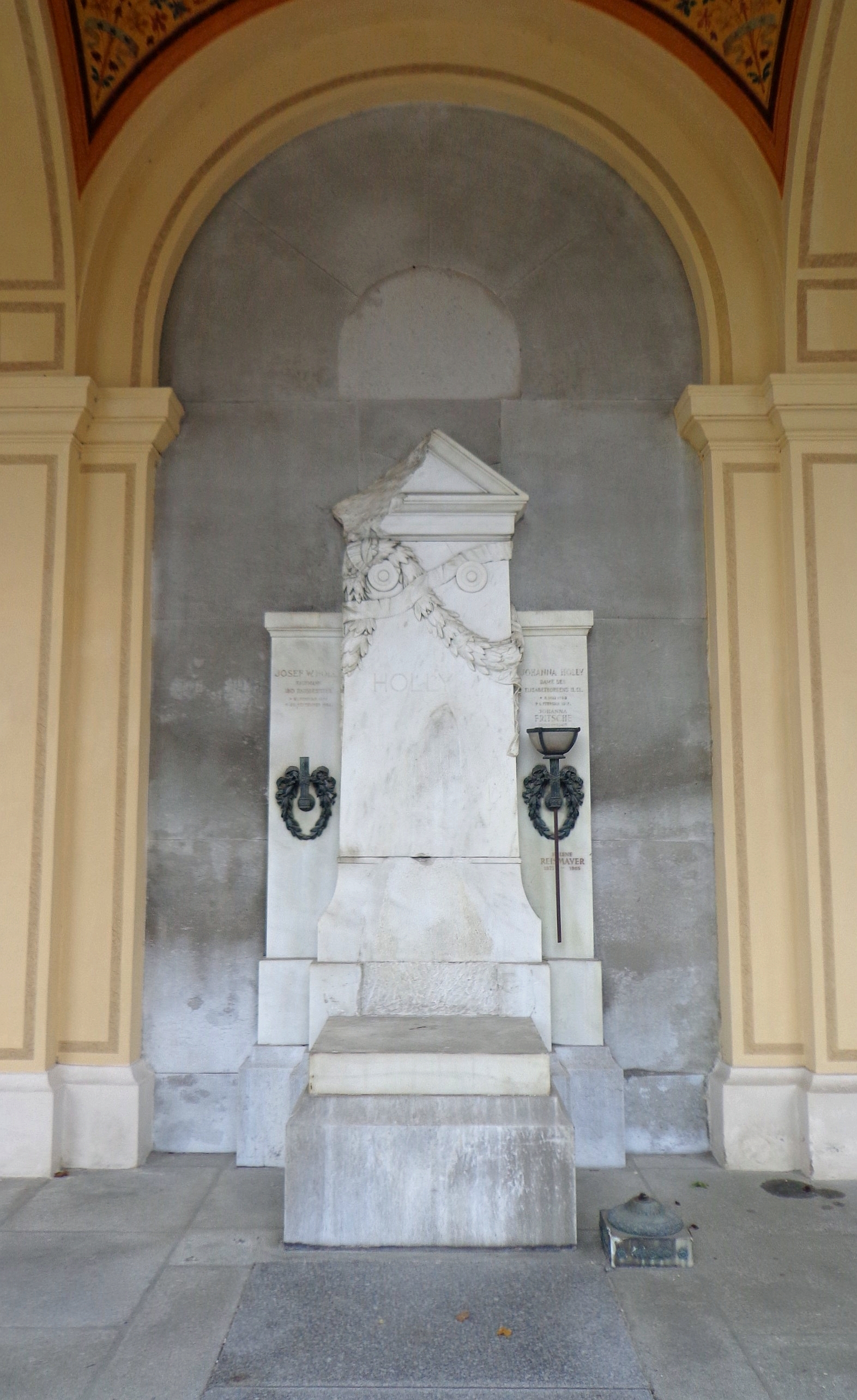
krypta 4 – rodziny Holly
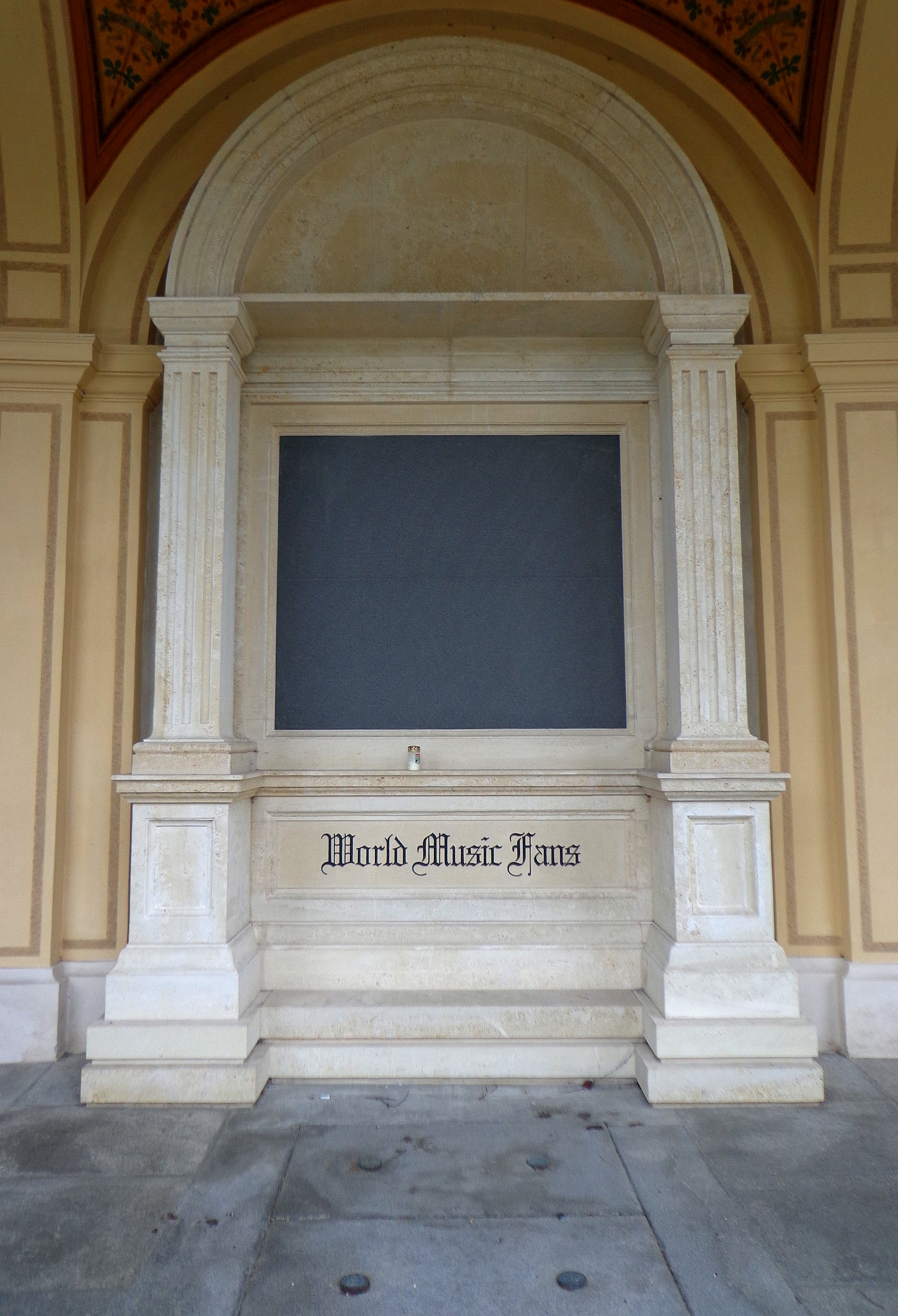
krypta 5 – miłośników muzyki
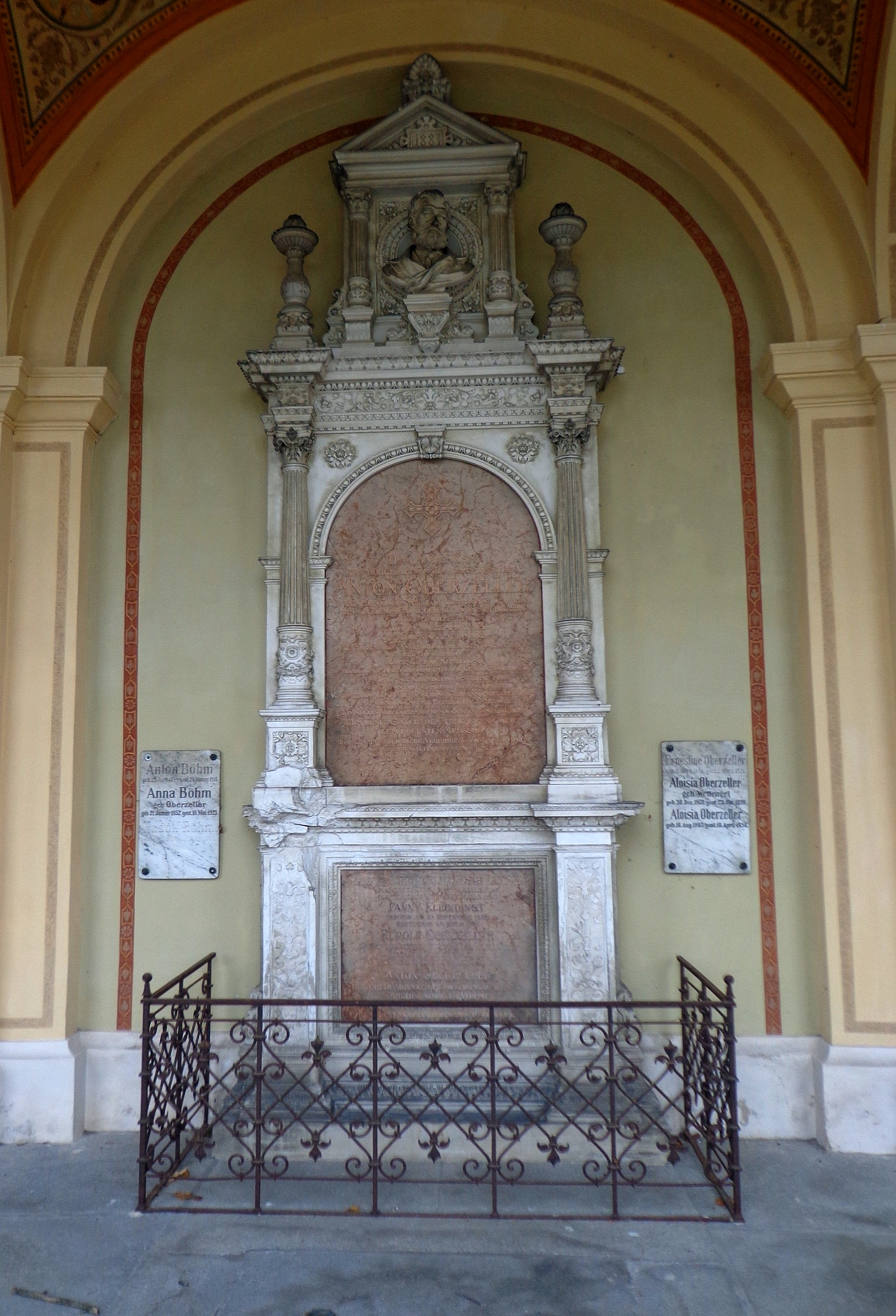
krypta 6 – rodziny Oberzellerów i Böhmów
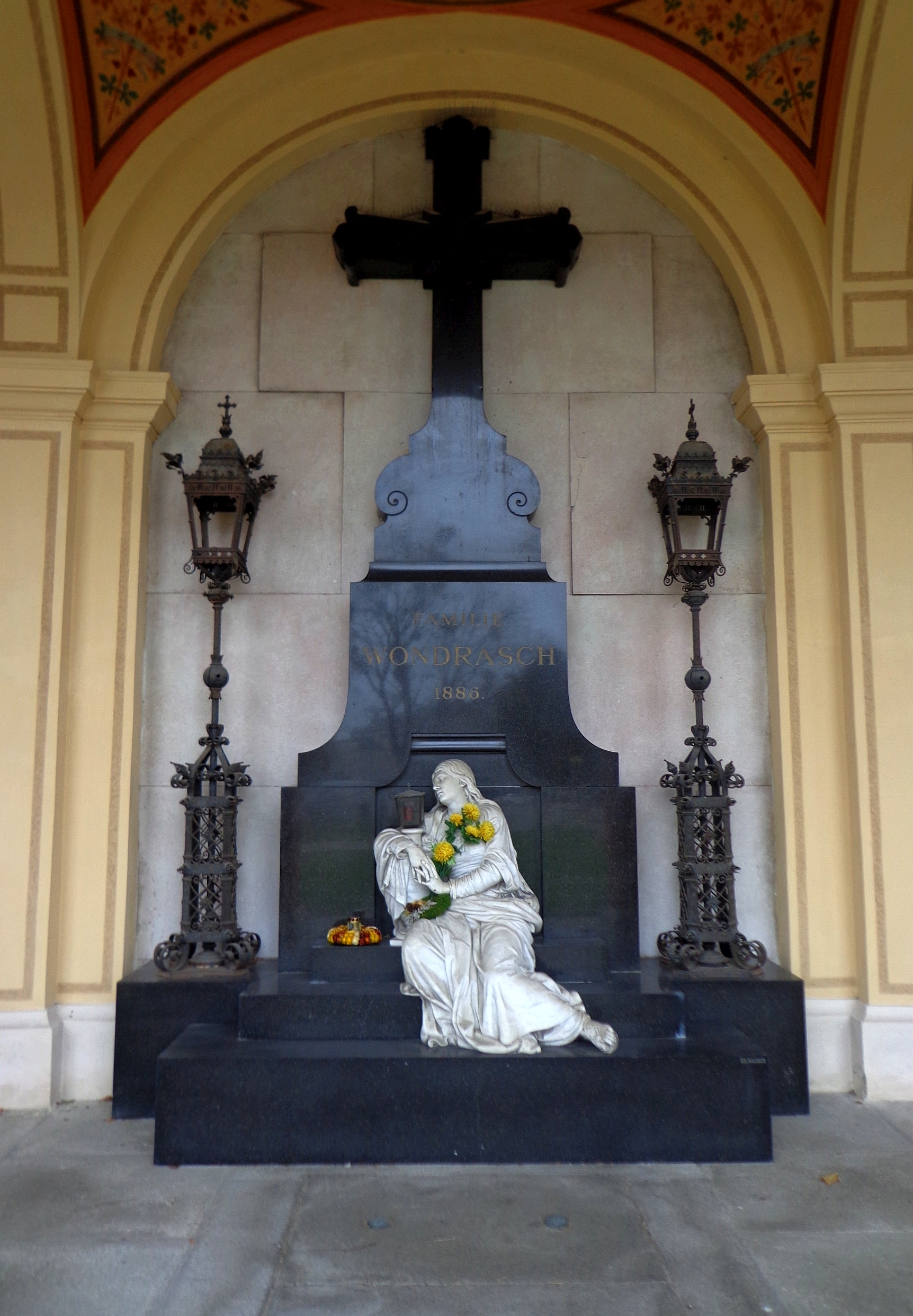
krypta 7 – rodziny Wondraschów
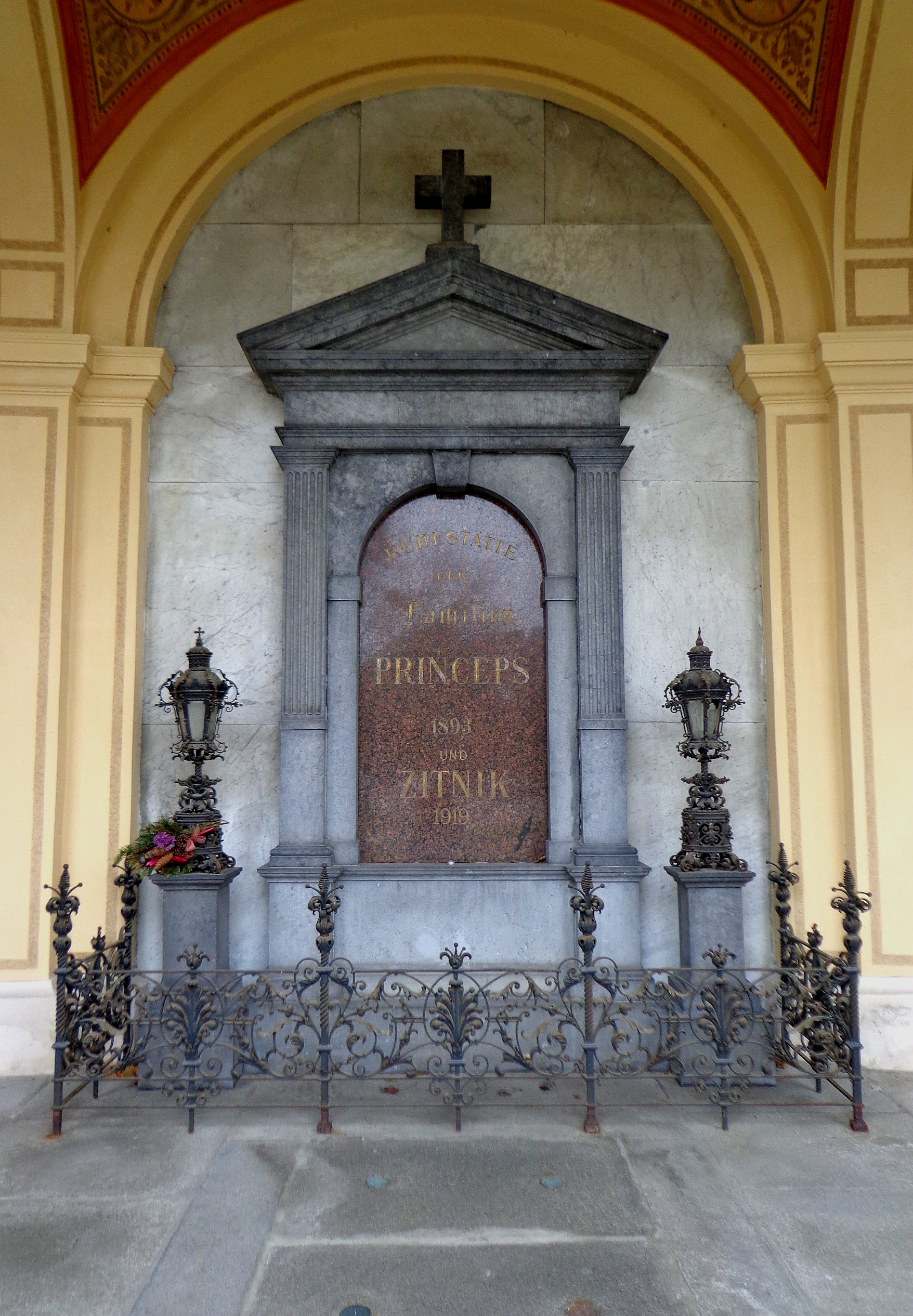
krypta 8 – rodziny Princeps i Zitnik
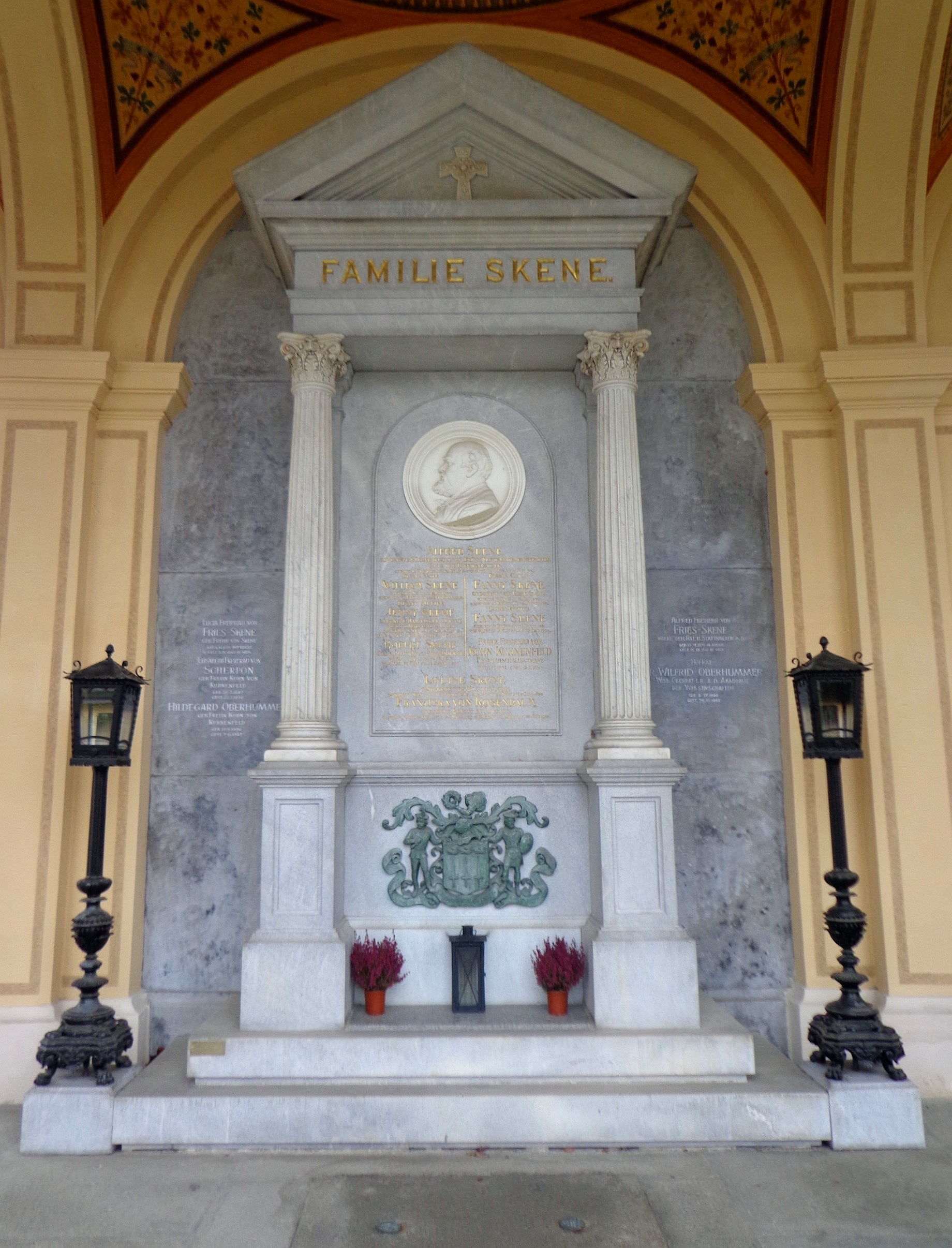
krypta 9 – rodziny Skene
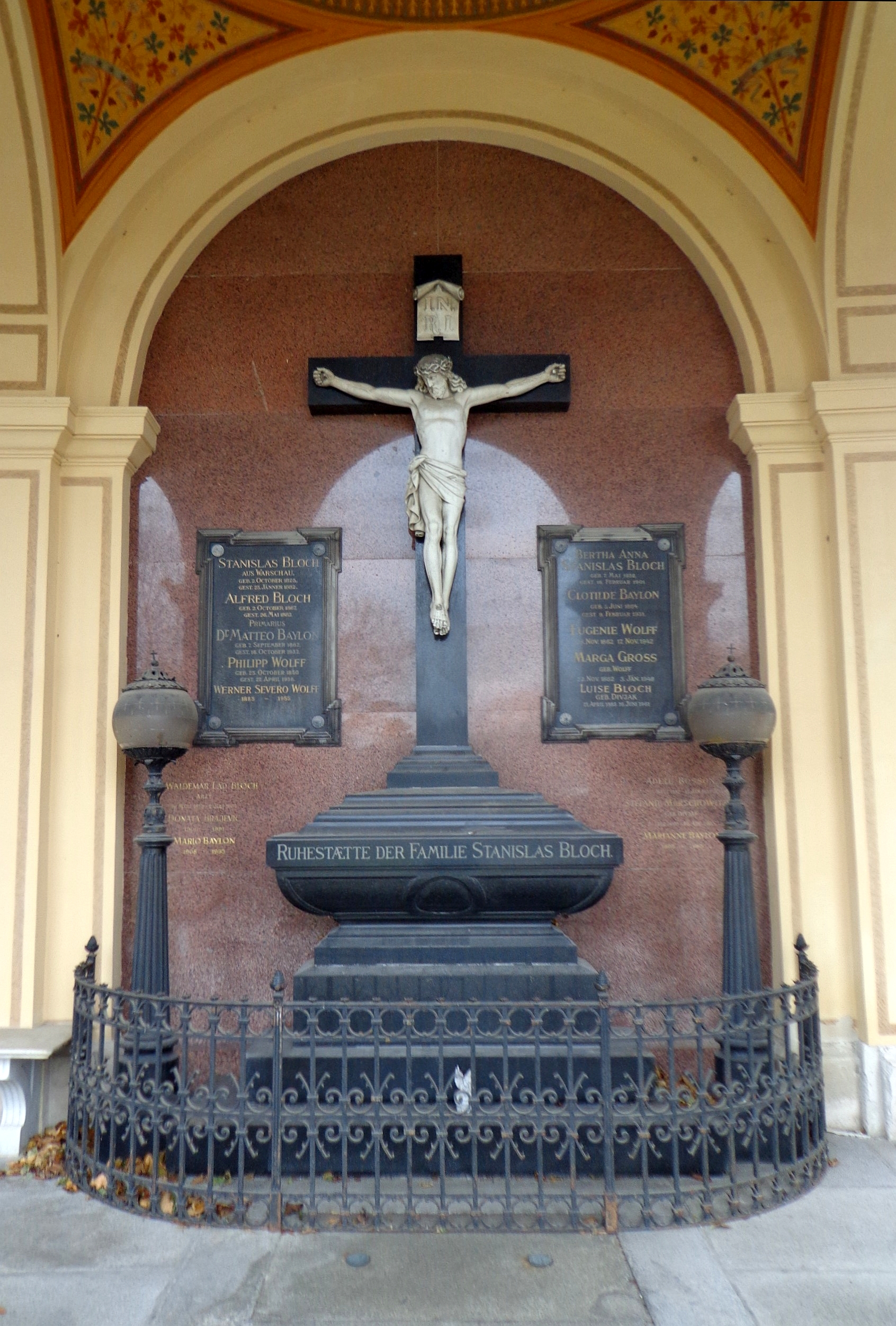
krypta 10 – rodziny Blochów
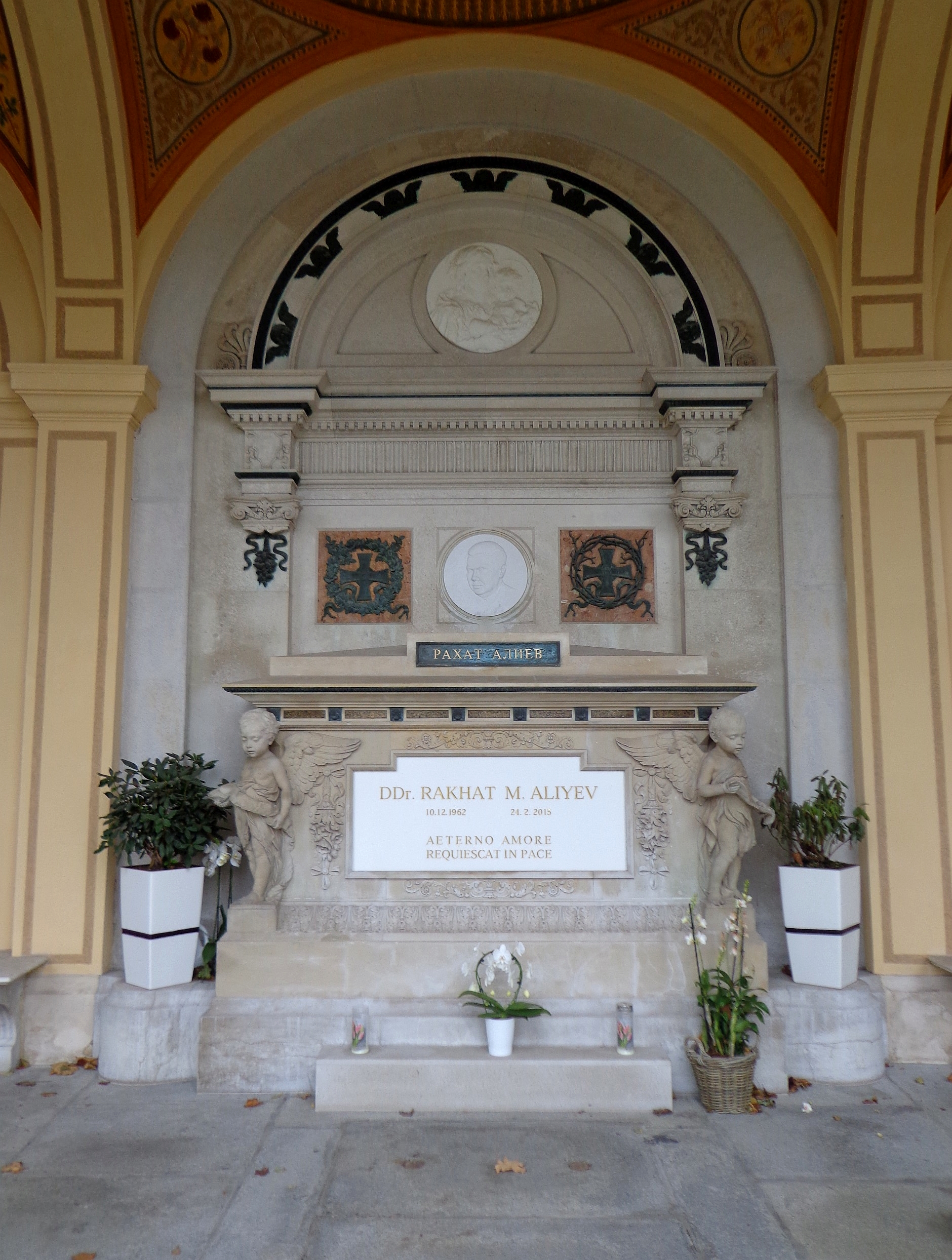
krypta 11 – Rakhata Alijeva
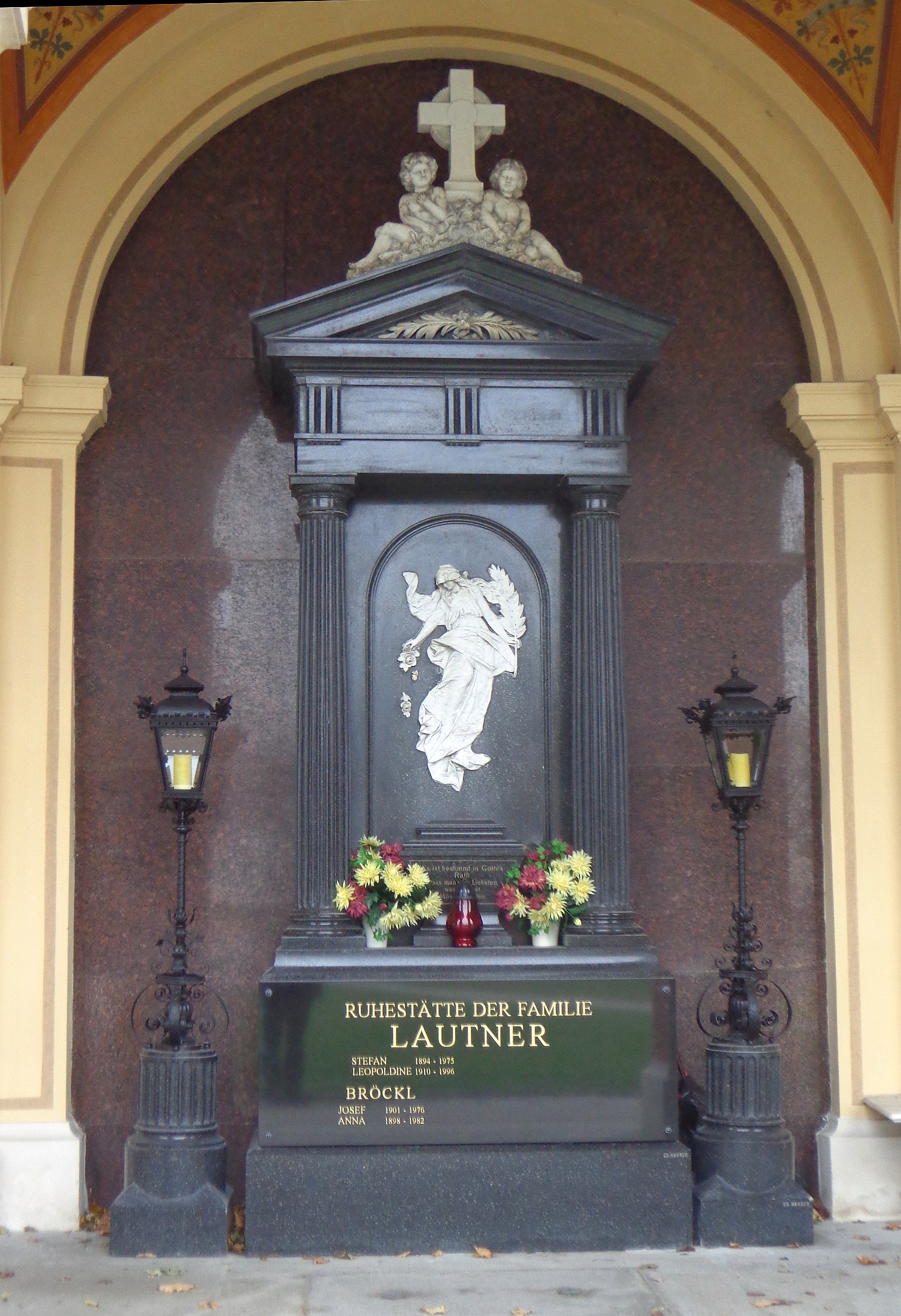
krypta 12 – rodziny Lautner
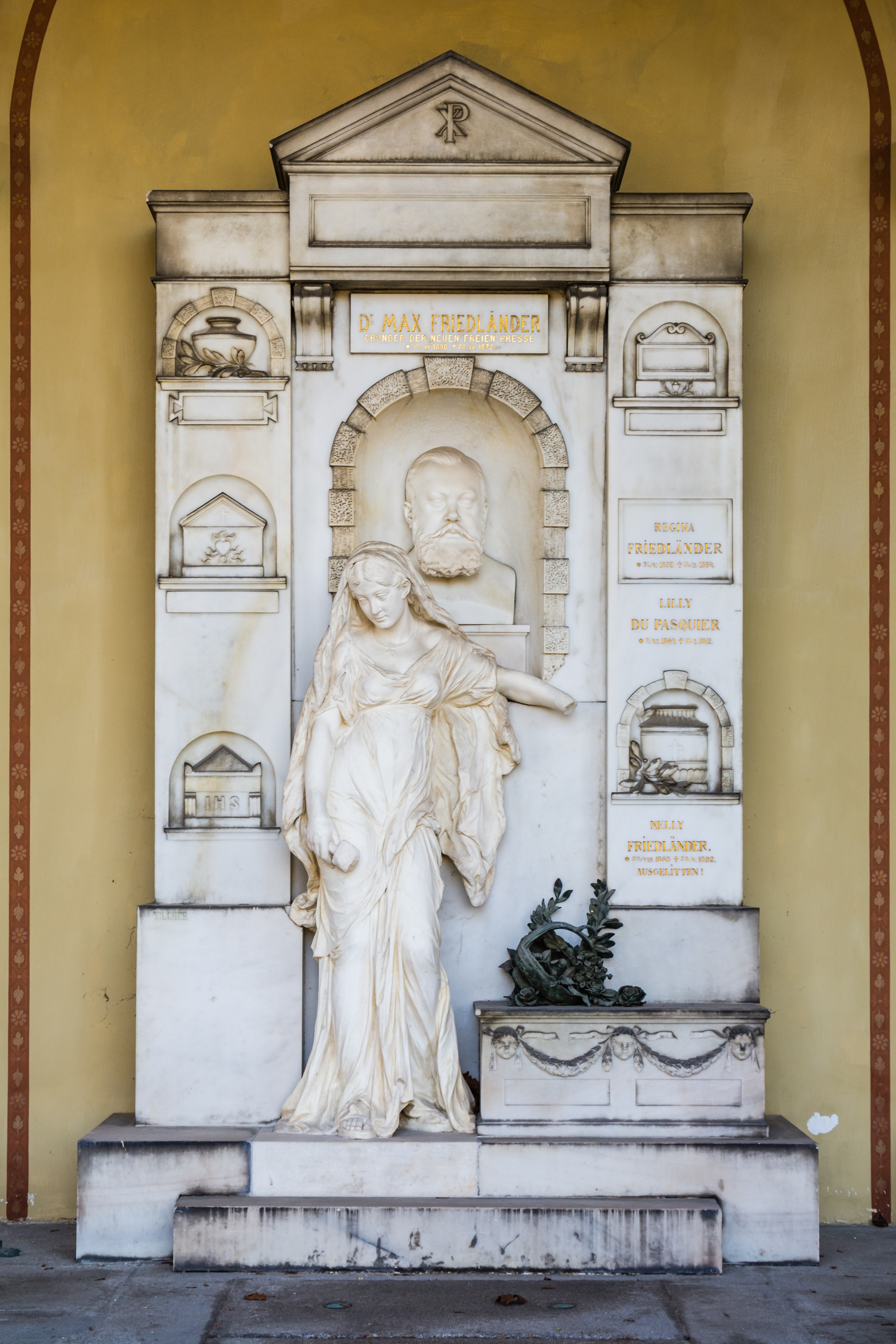
krypta 13 – rodziny Friedländer
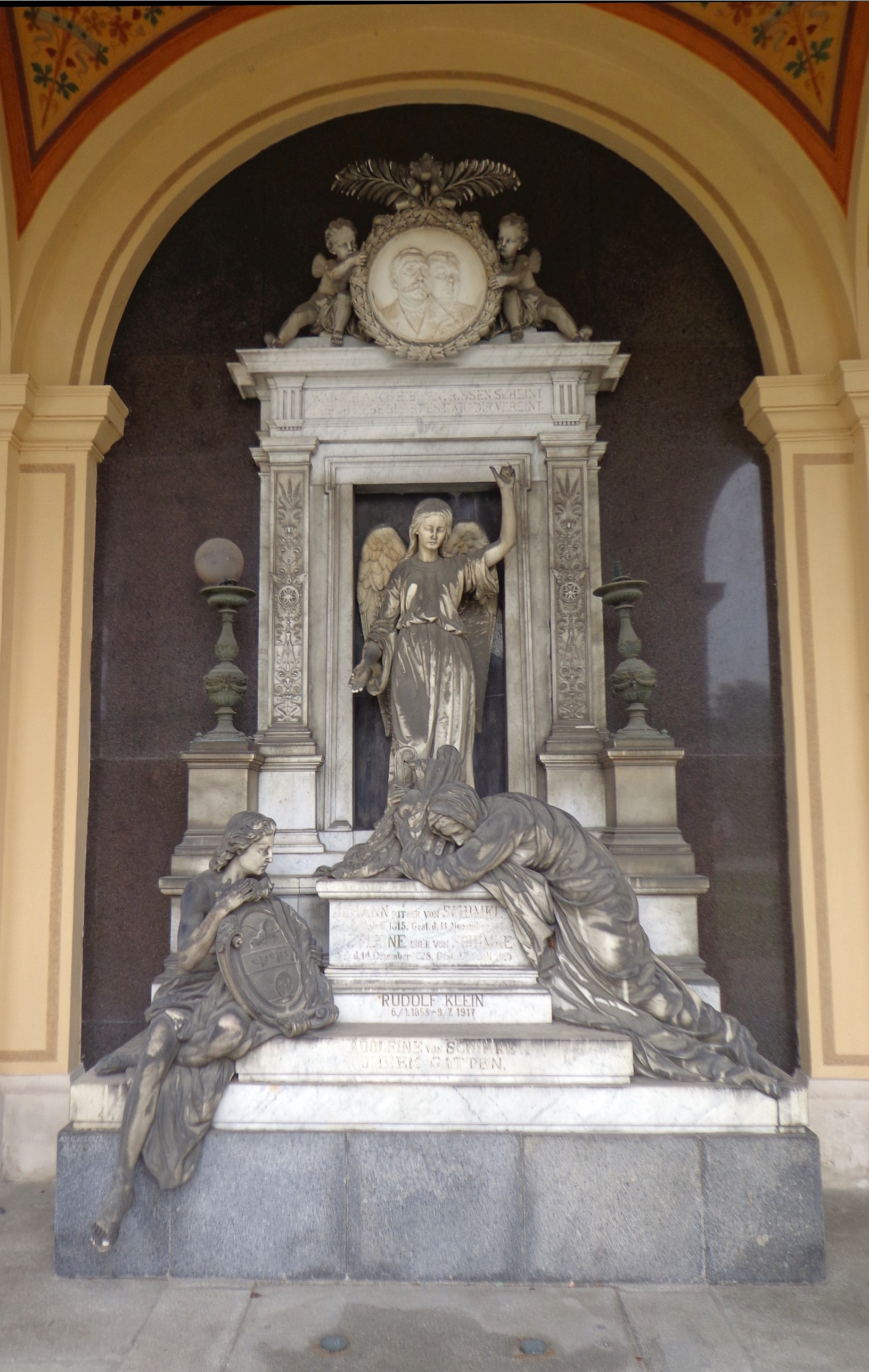
krypta 14 – rodziny Schimke
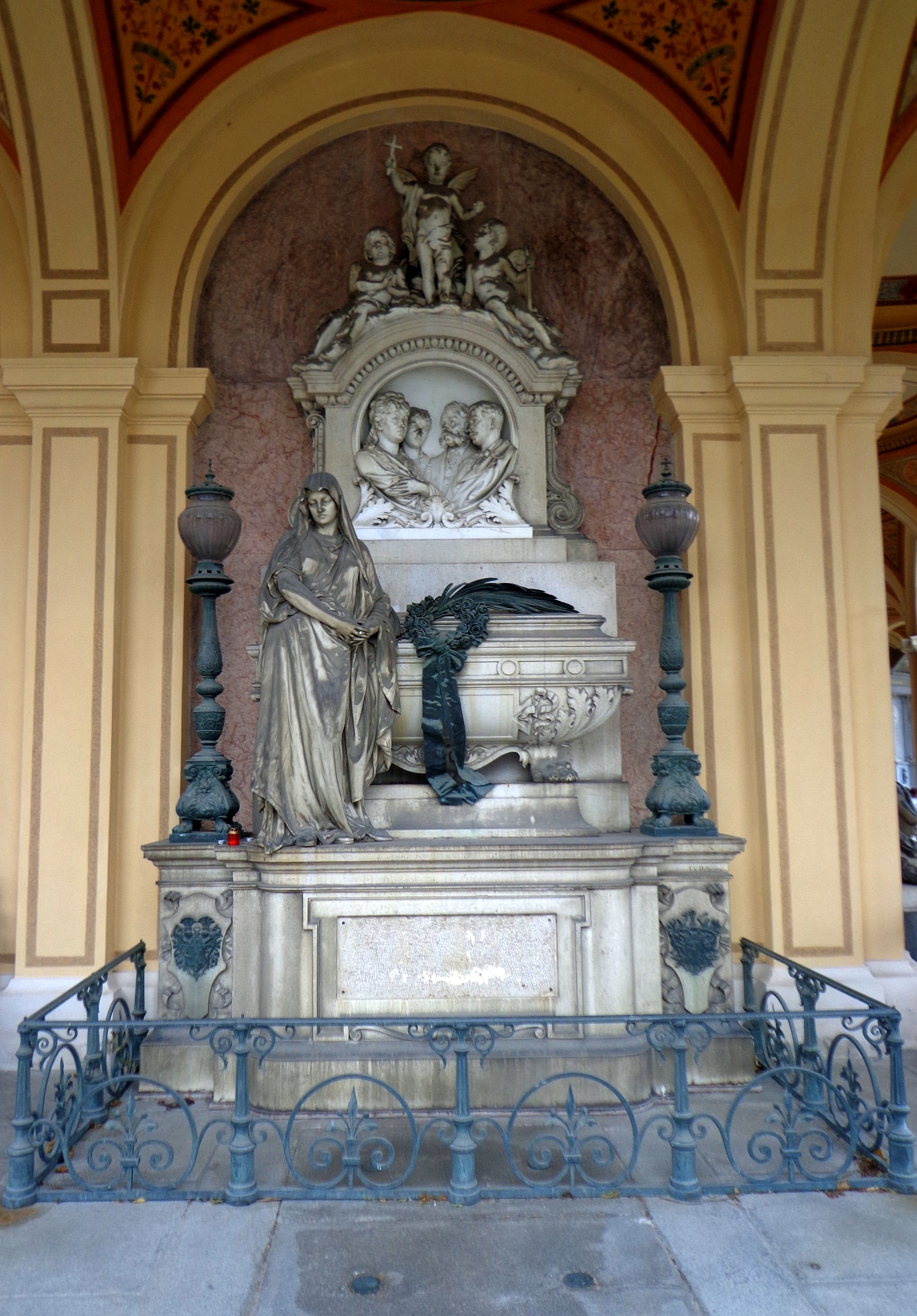
krypta 15
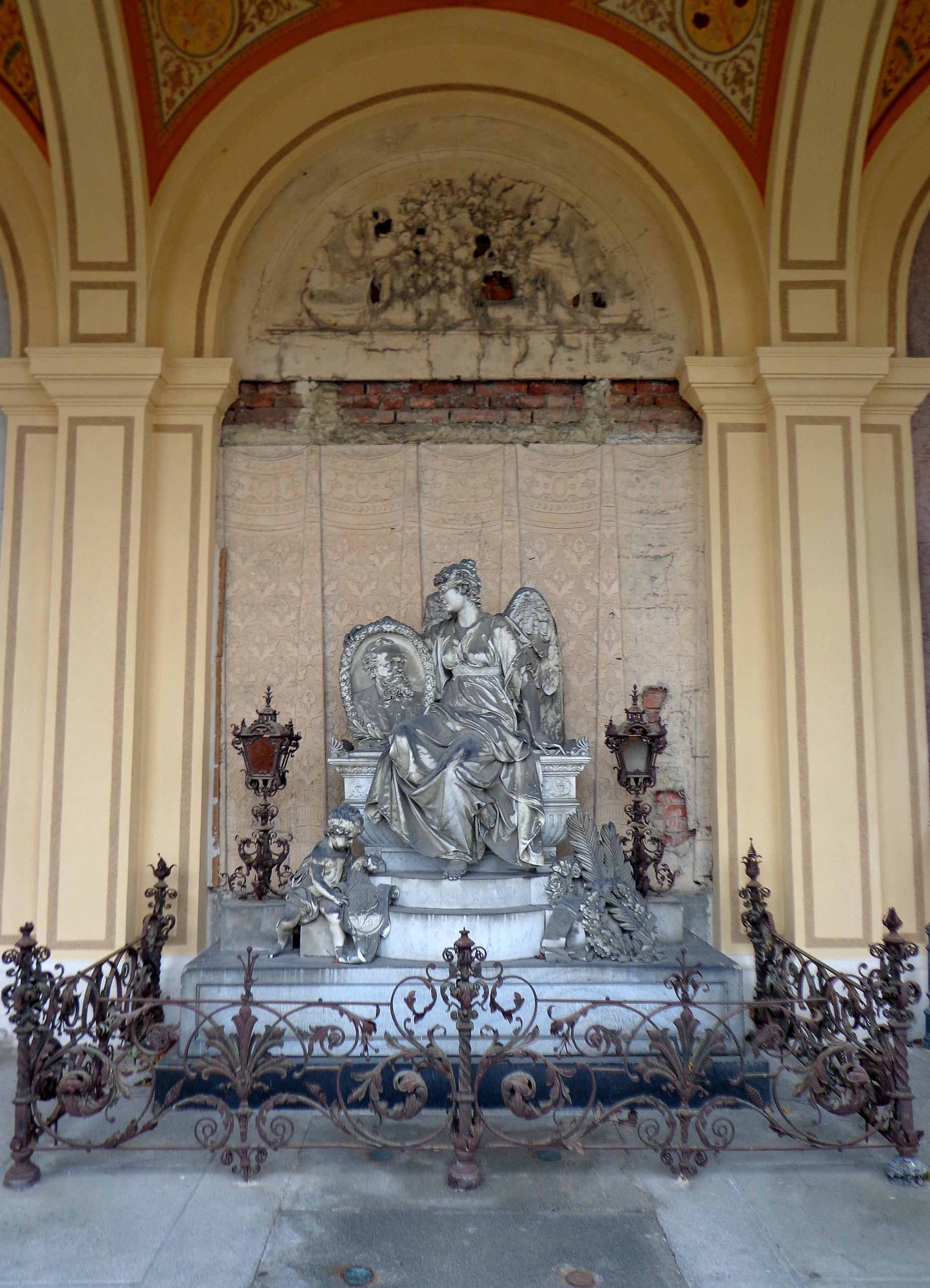
krypta 16
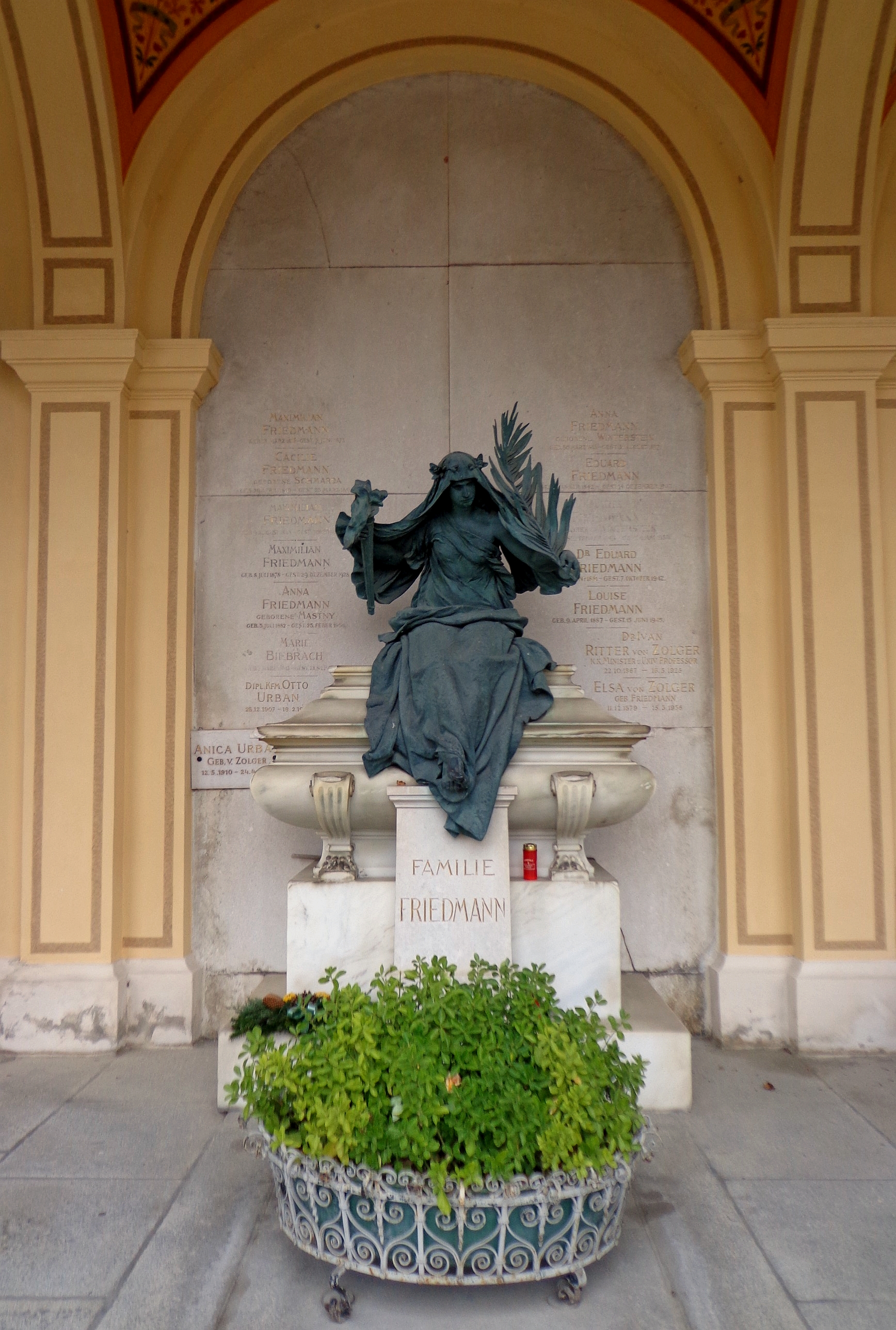
krypta 17 – rodziny Friedmann
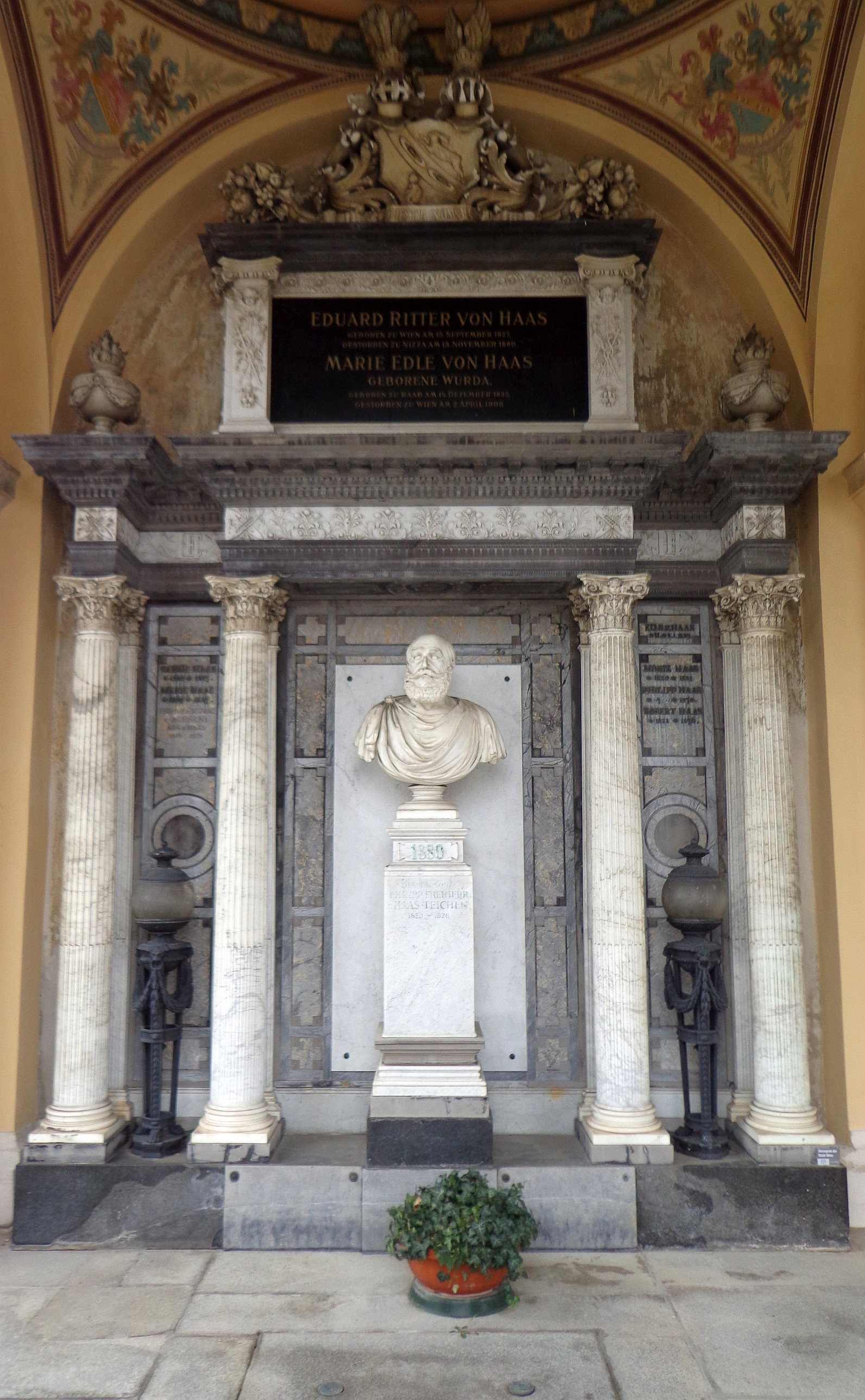
krypta 18 – rodziny Hass
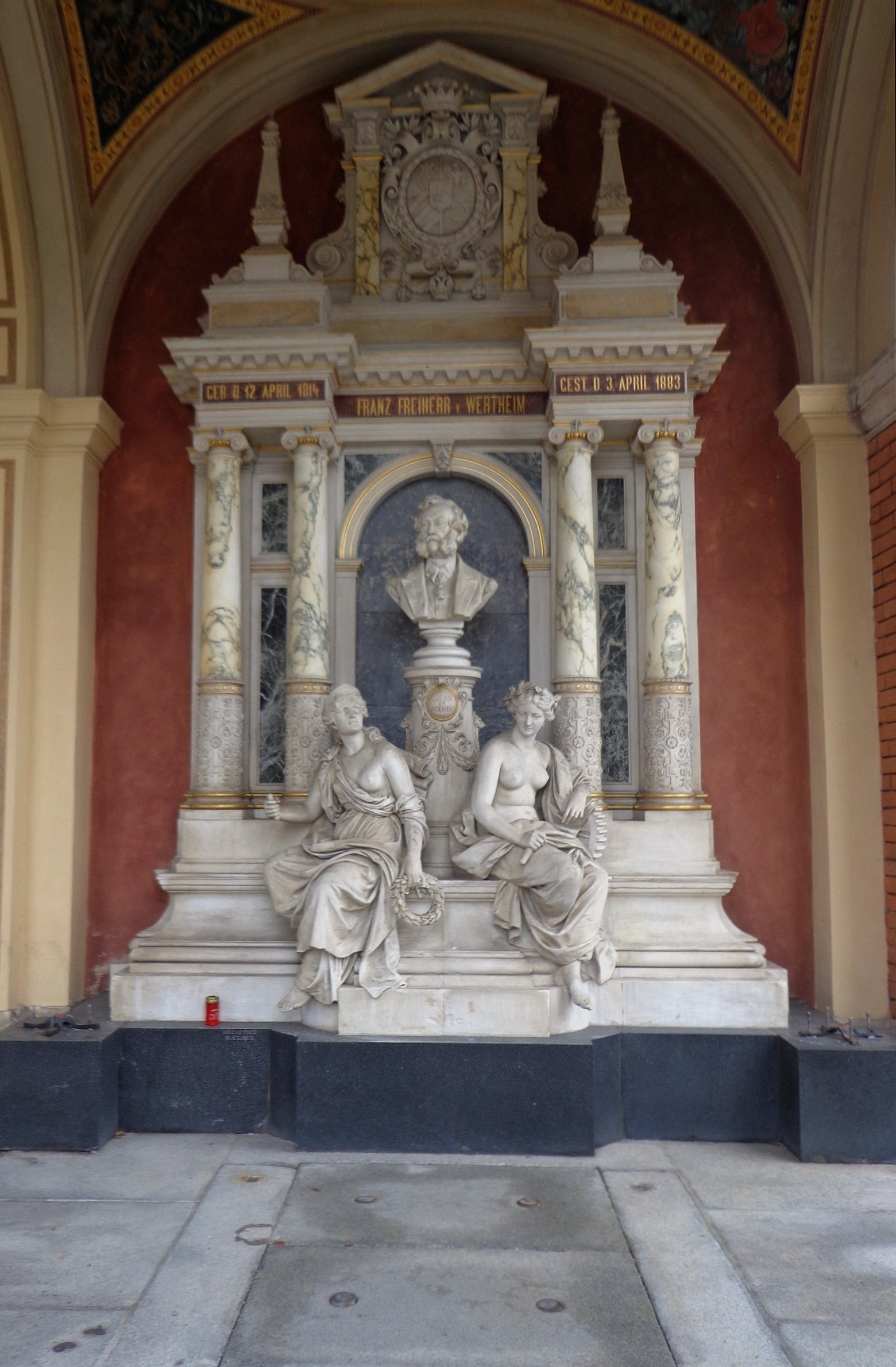
krypta 19 – Franza von Wertheima
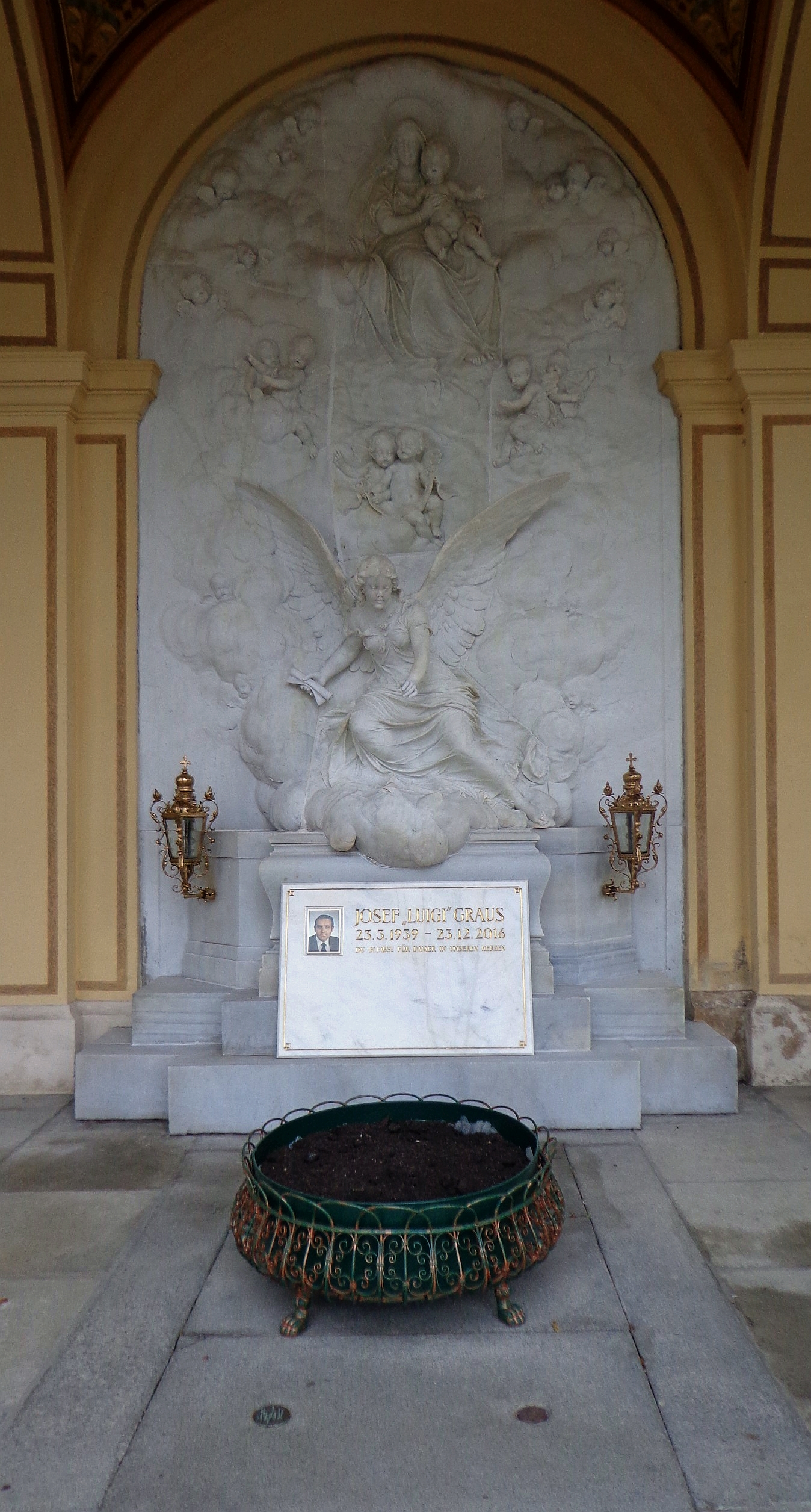
krypta 20 – rodziny Graus
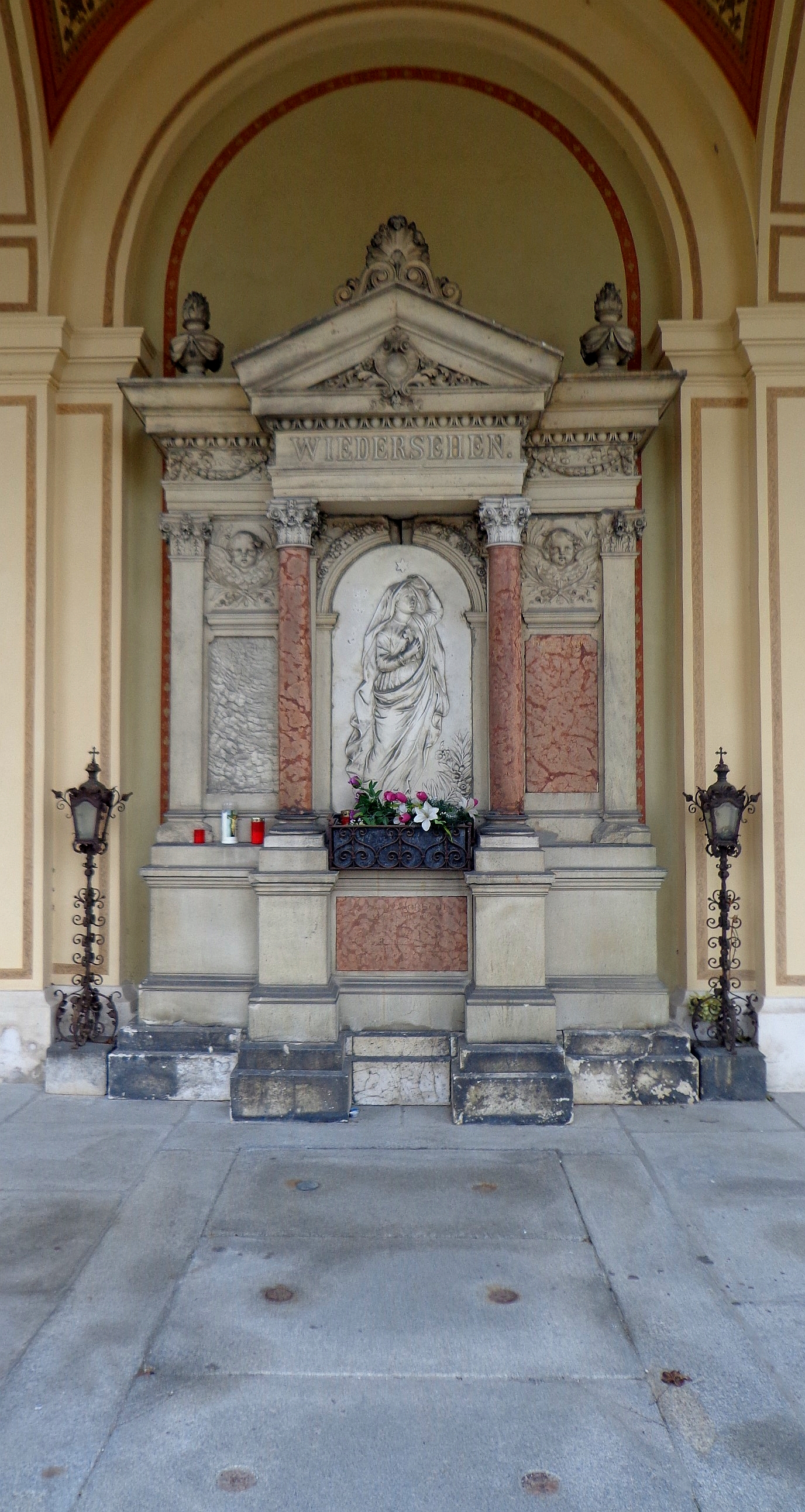
krypta 21
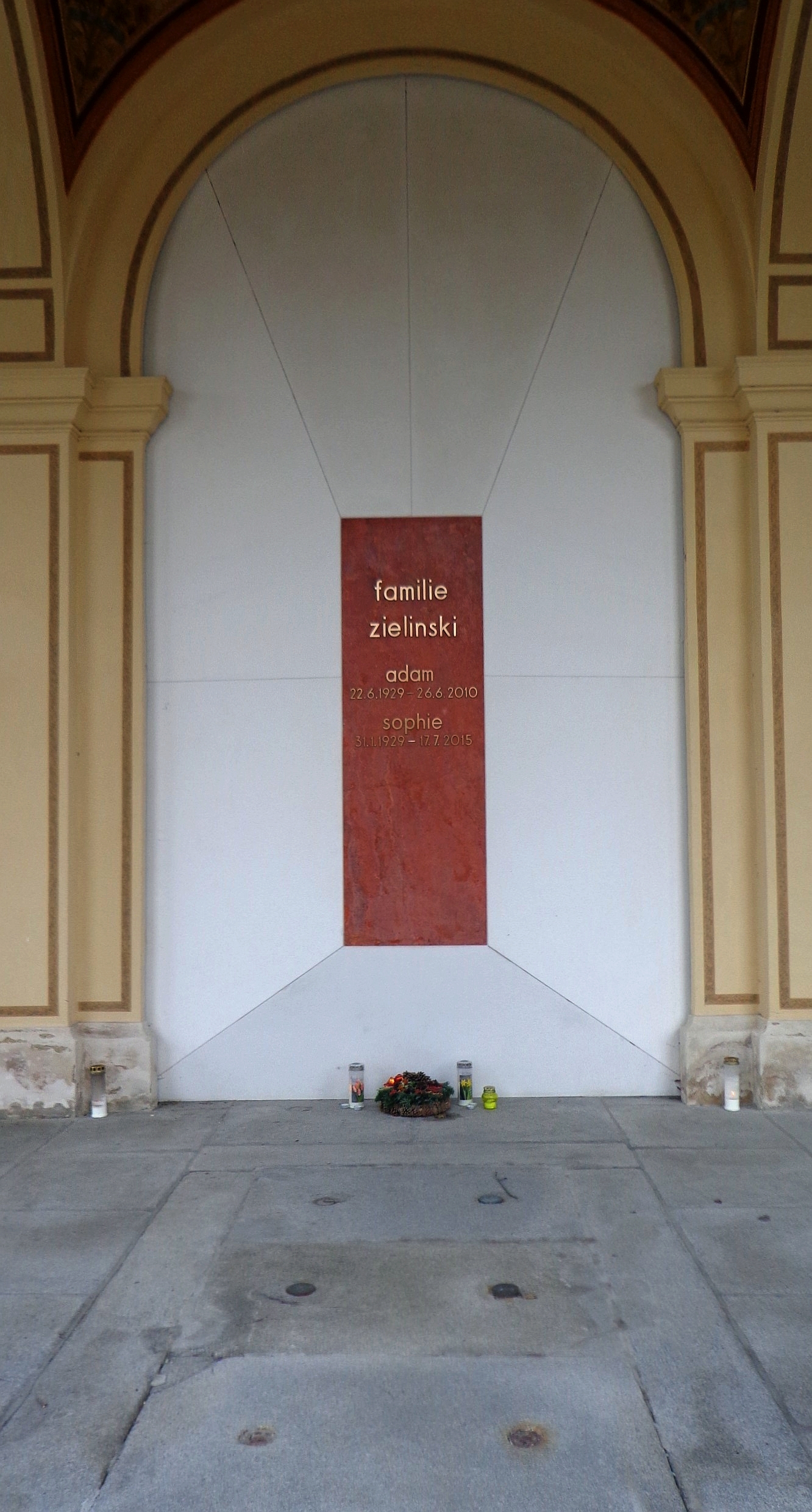
krypta 22 – rodziny Zielińskich
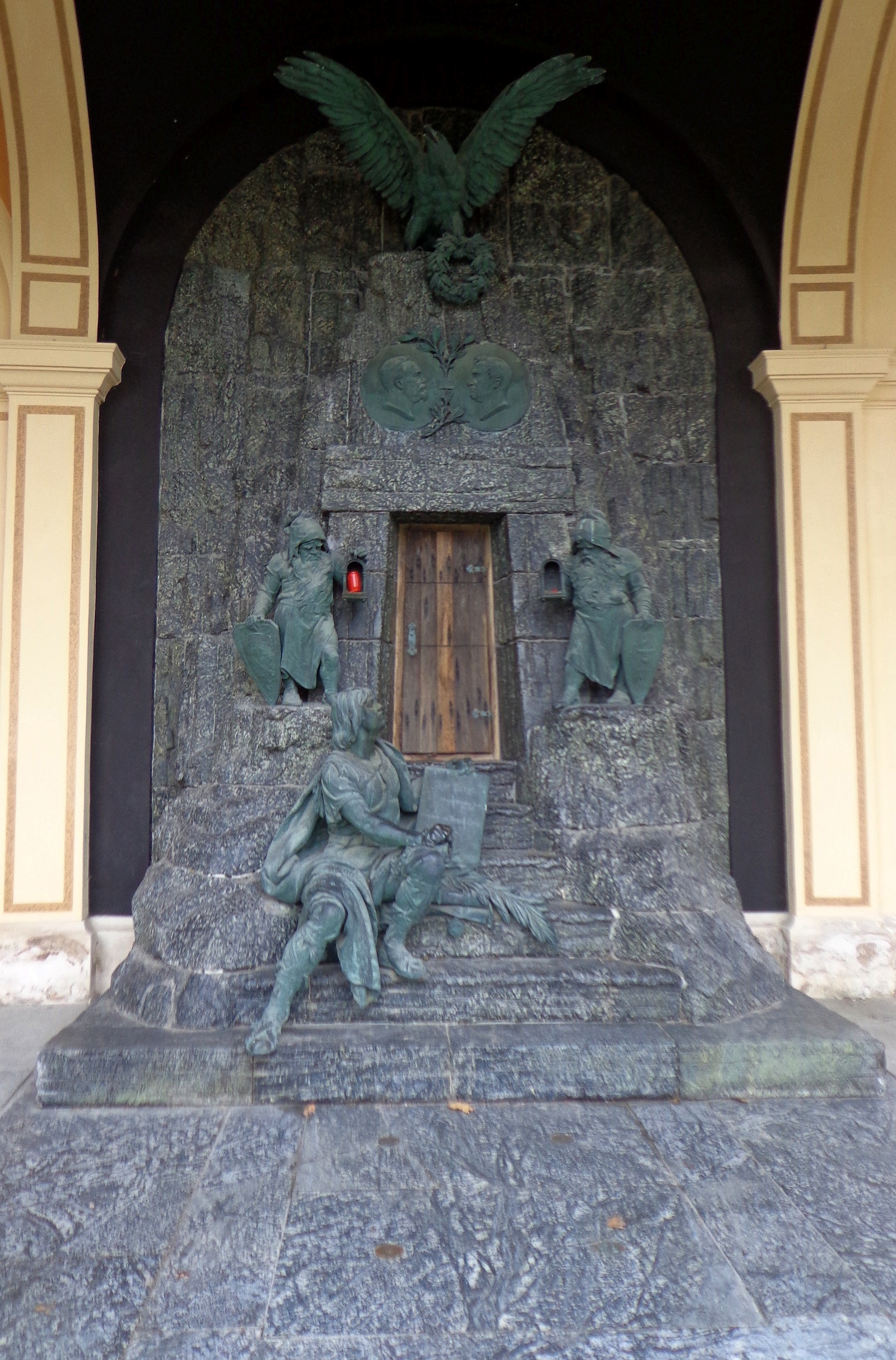
krypta 23 – Augusta Zanga
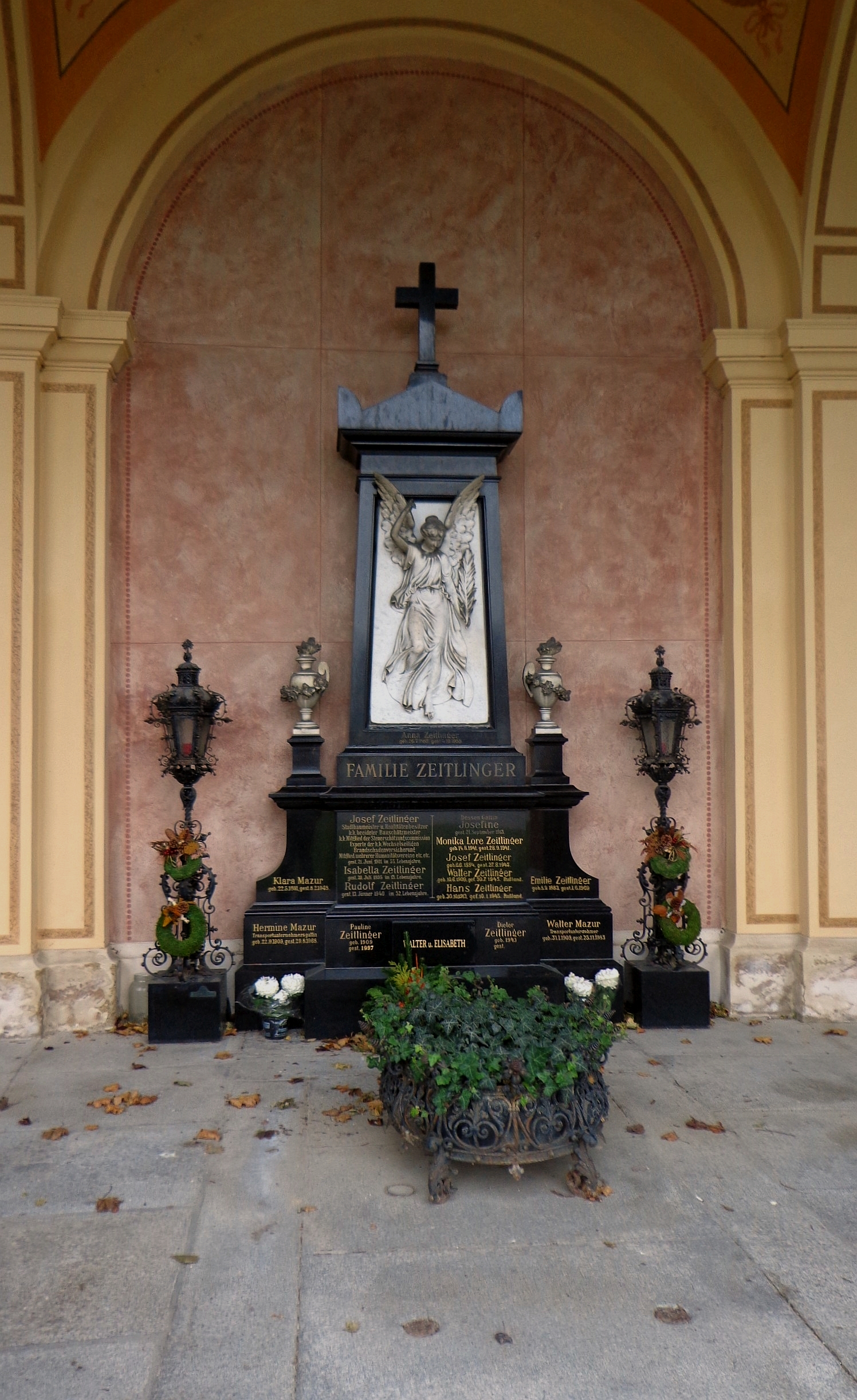
krypta 24 – rodziny Zeitlinger
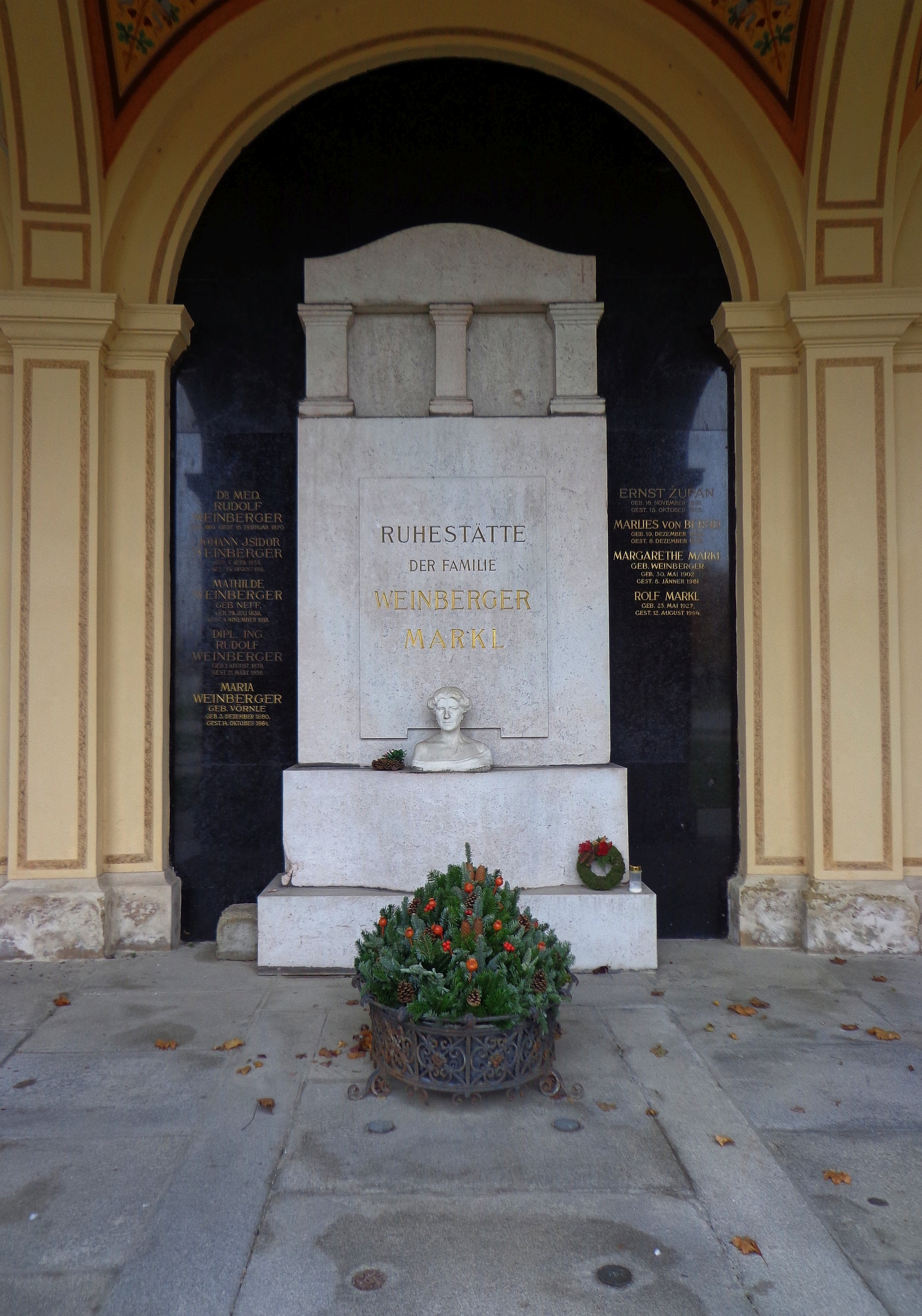
krypta 25 – rodziny Weinberger-Markl
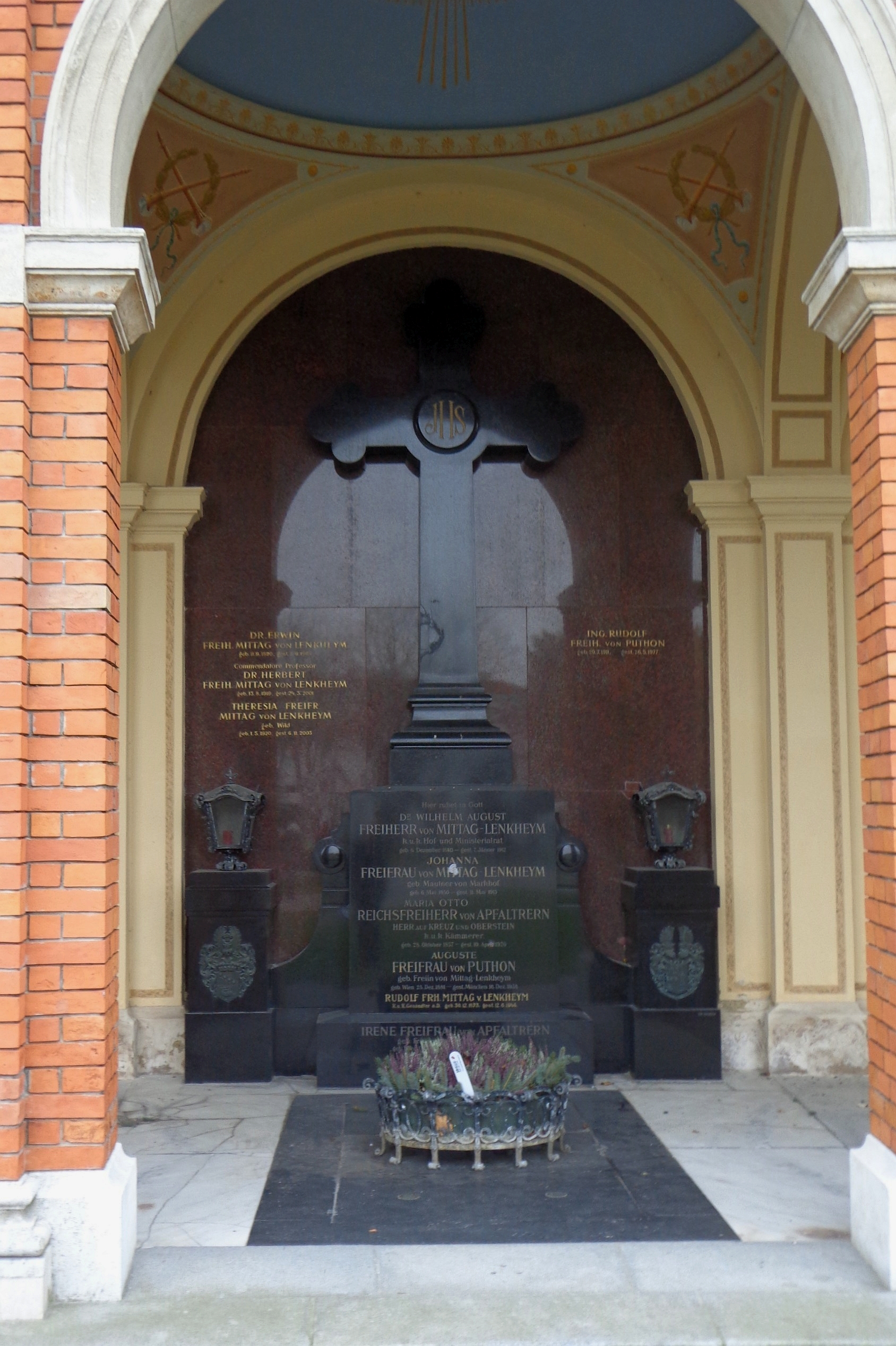
krypta 26 – rodziny Mittag von Lenkheym
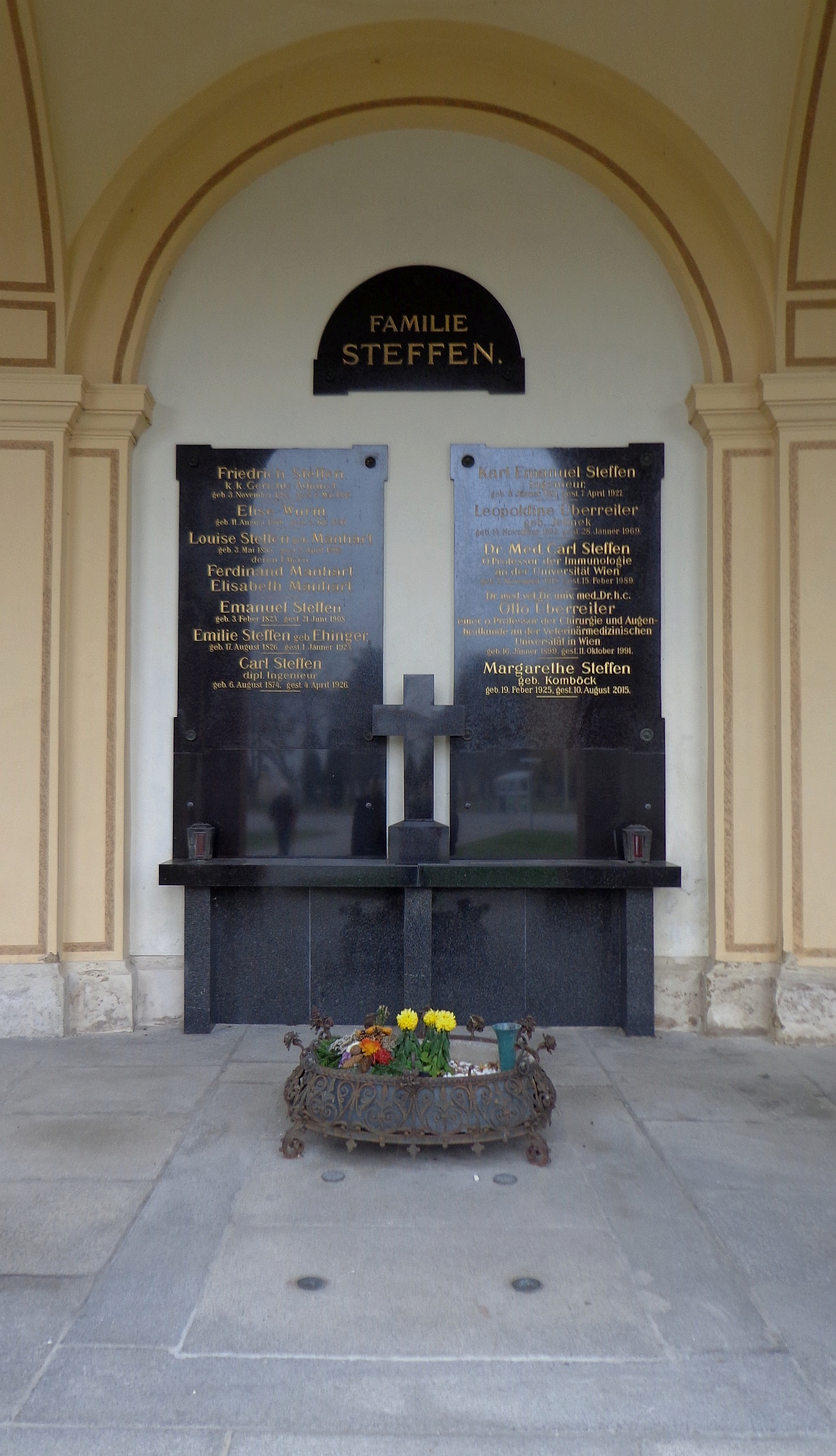
krypta 27 – rodziny Steffen
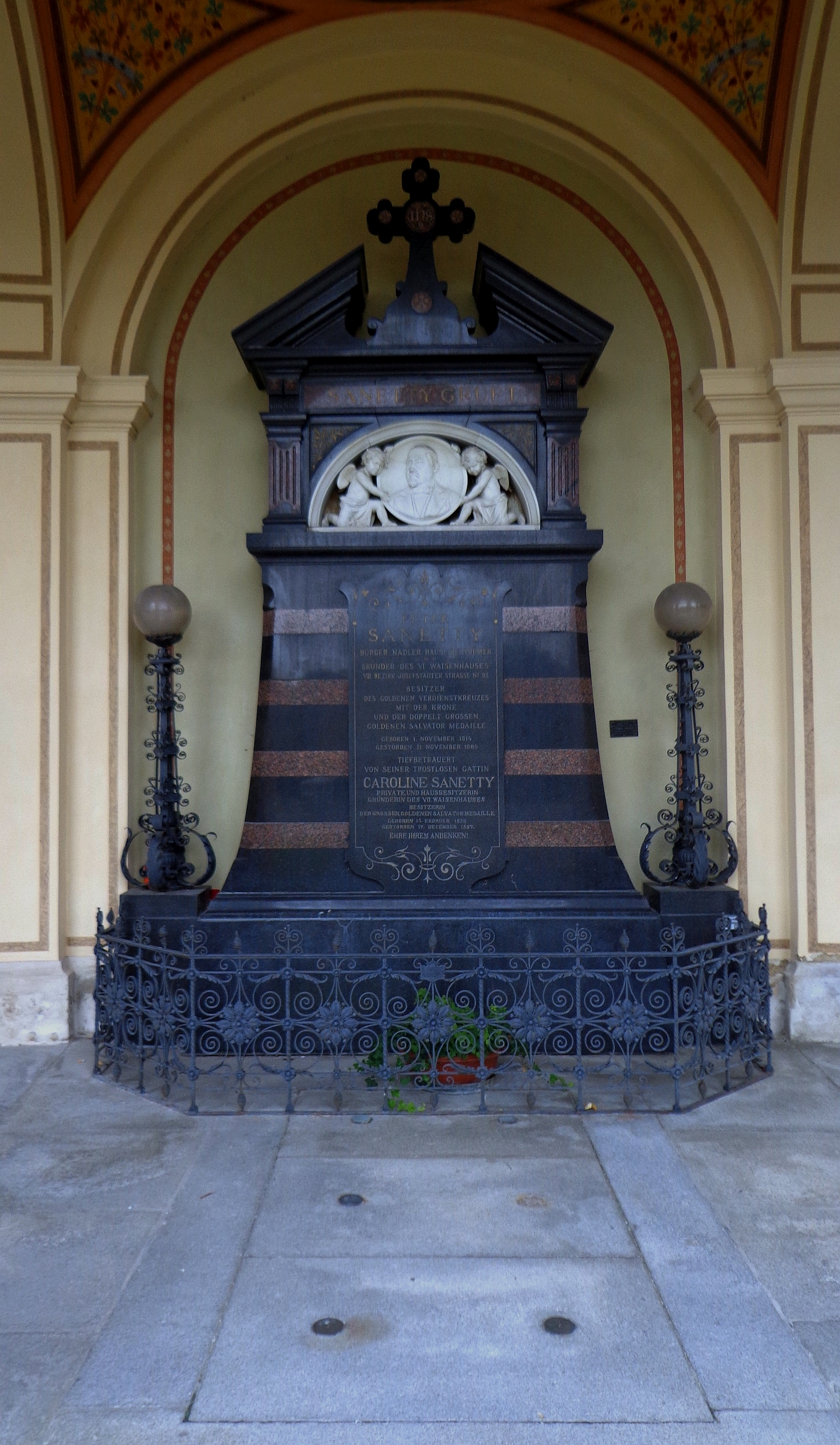
krypta 28 – rodziny Sanetty
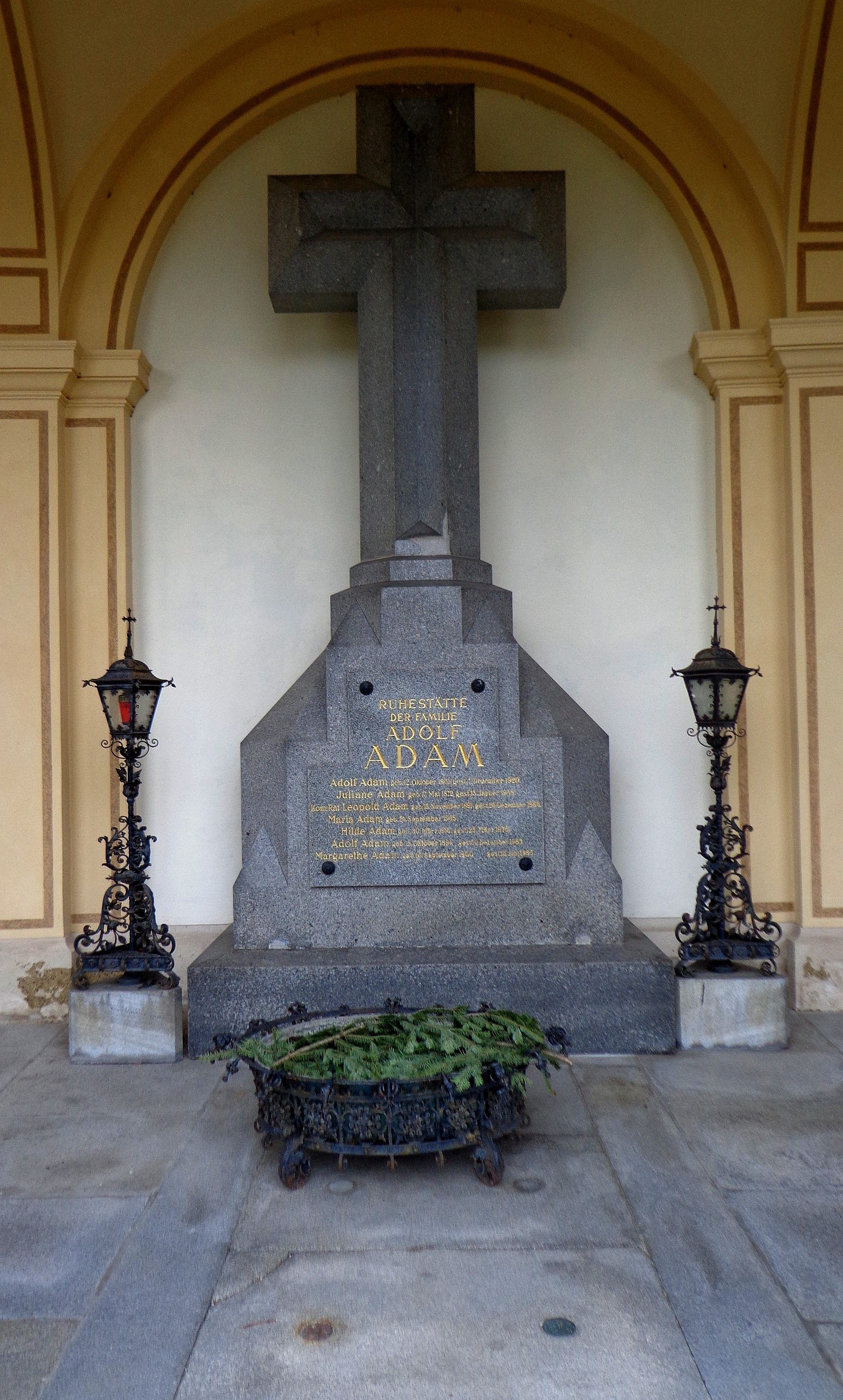
krypta 29 – rodziny Adamów
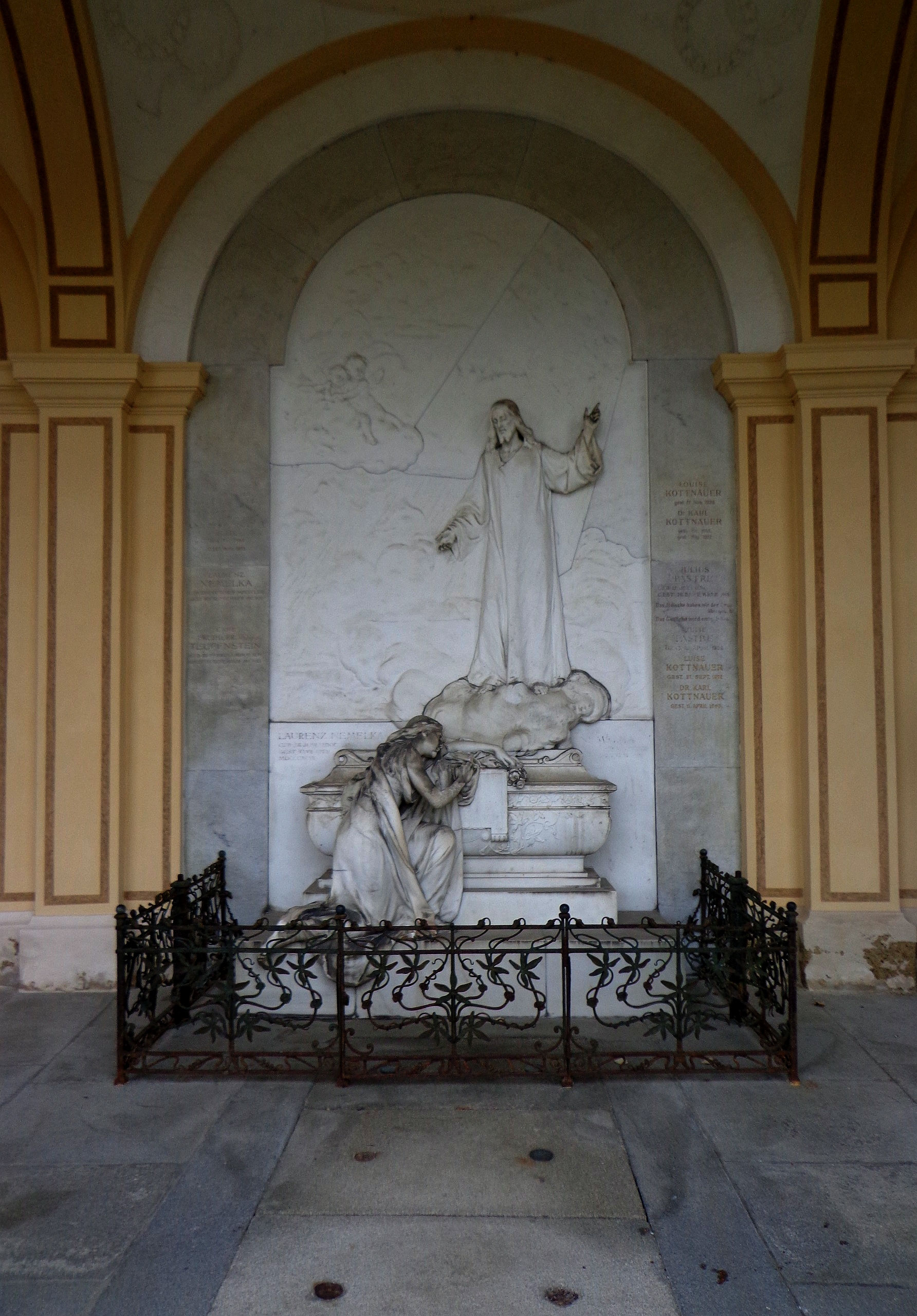
krypta 30 – rodziny Nemelka
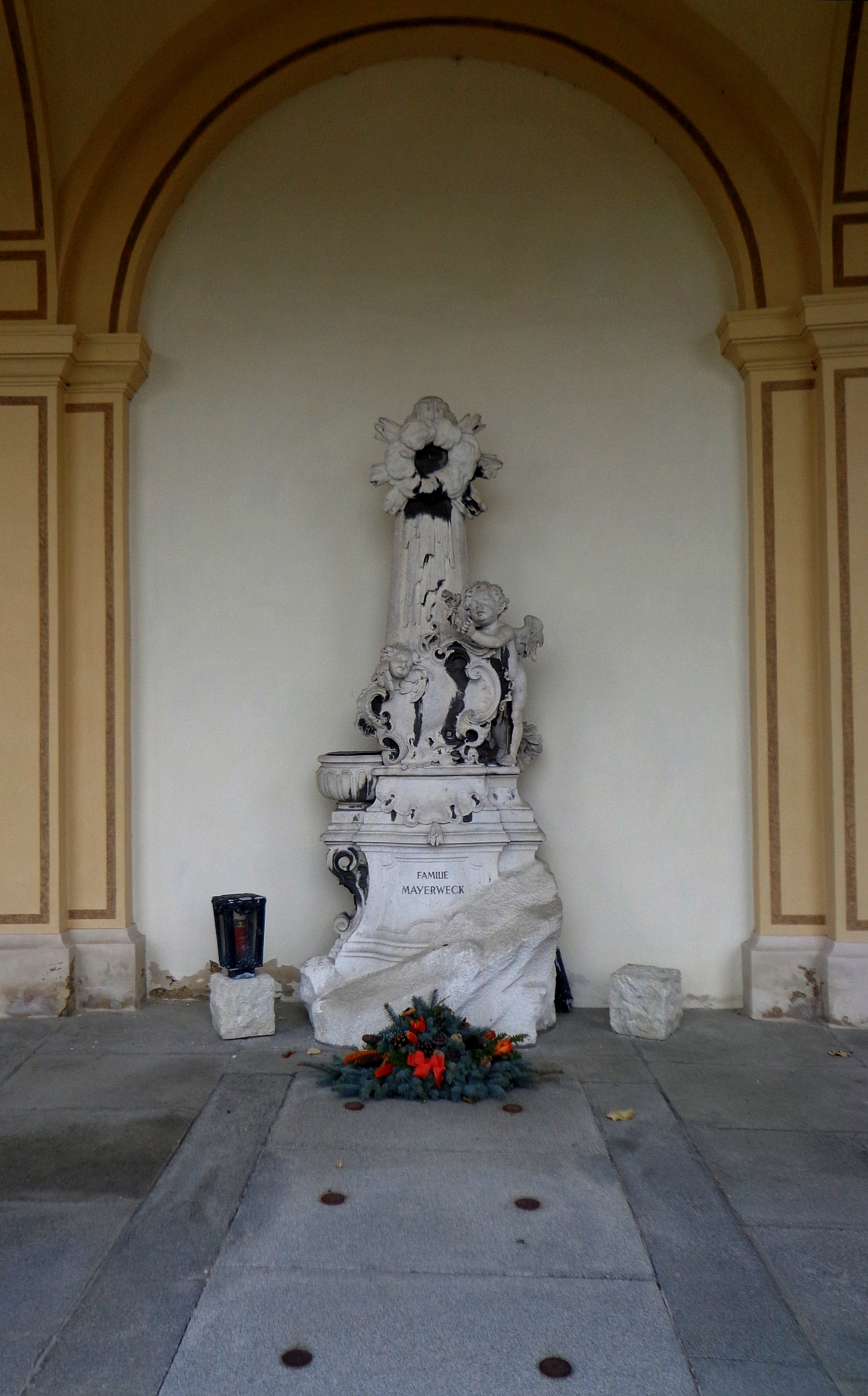
krypta 31 – rodziny Mayerweck
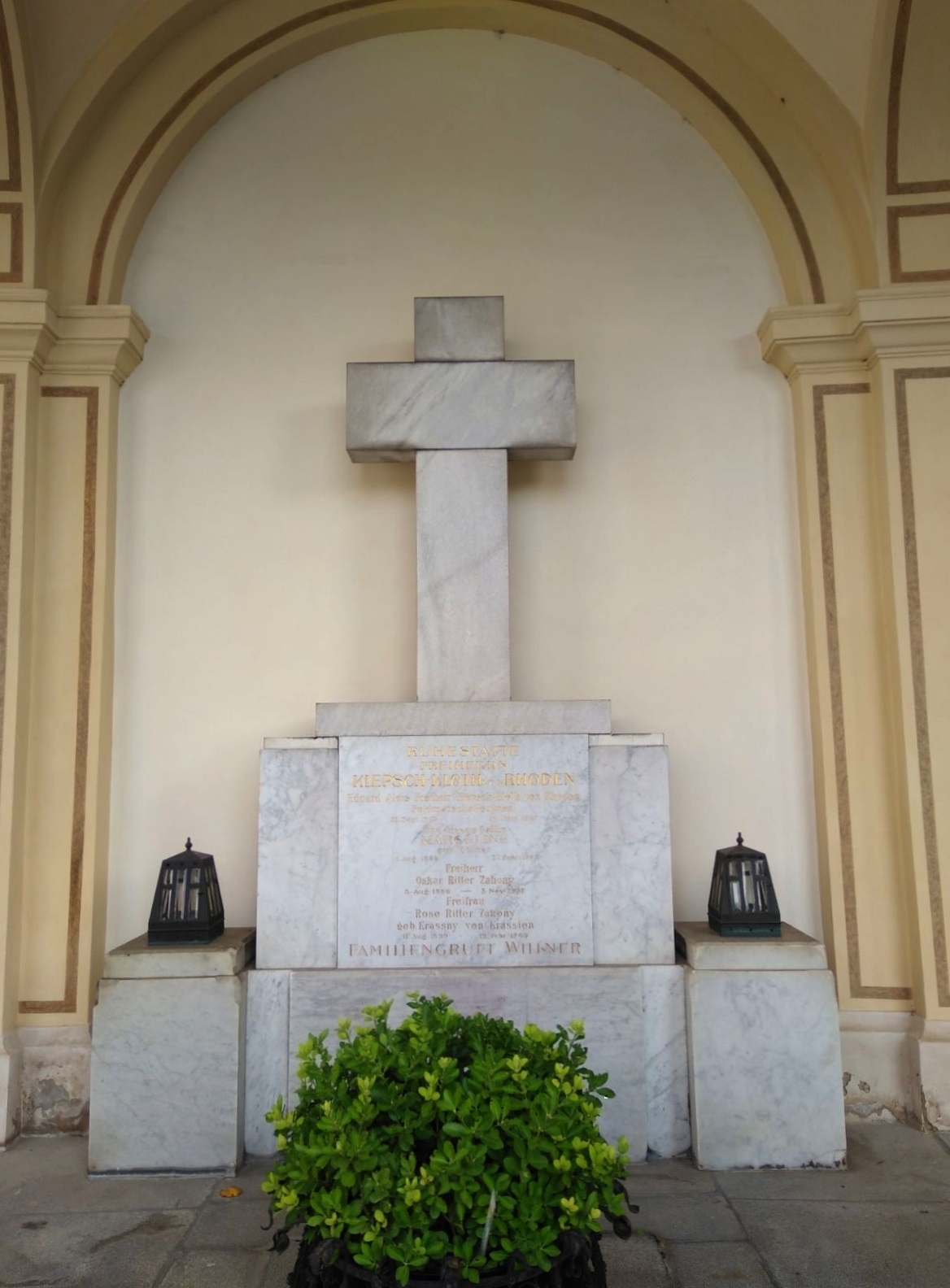
krypta 32 – Eduarda Klepsch-Kloth von Rhodena
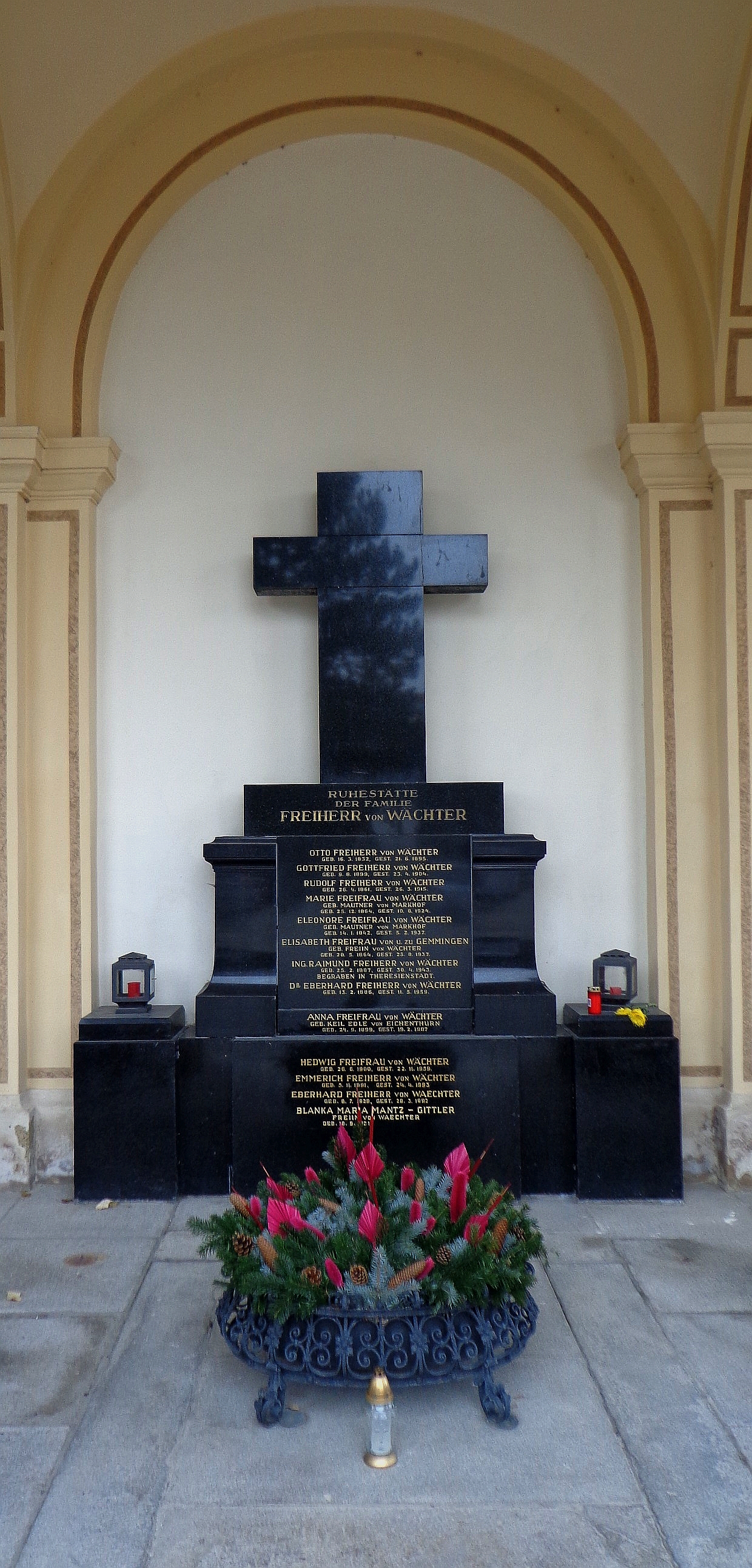
krypta 33 – rodziny Waechter
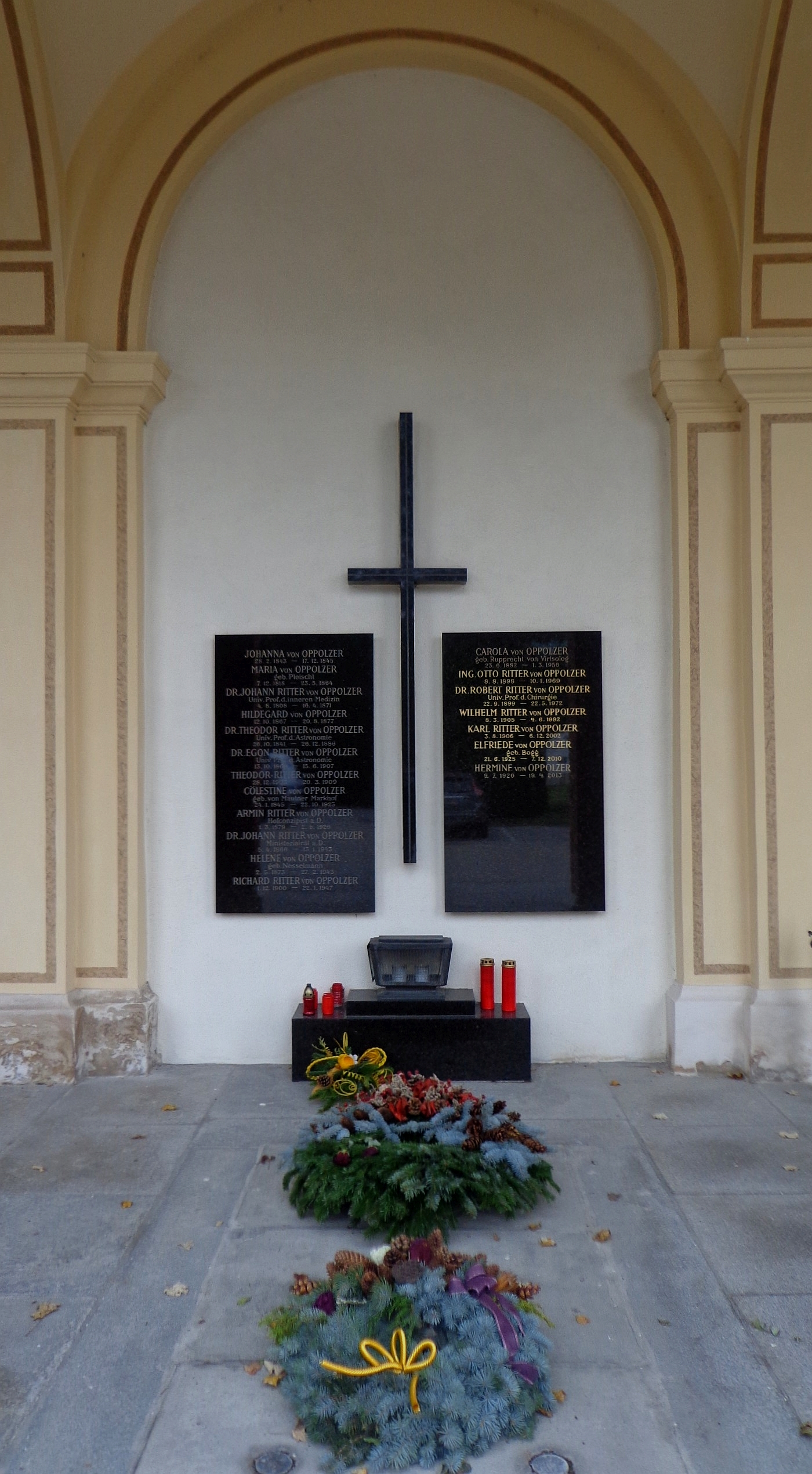
krypta 34 – rodziny Oppolzer
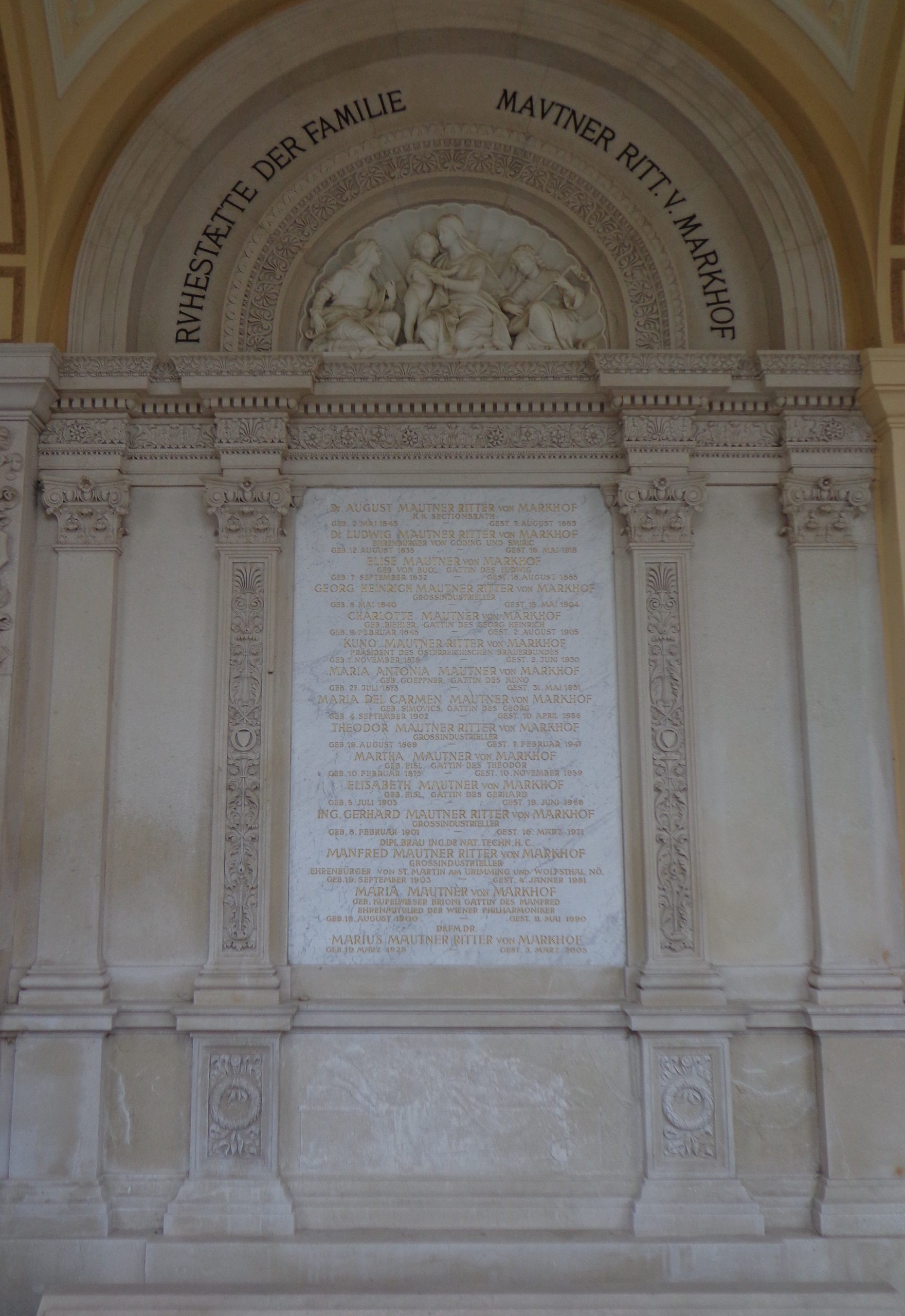
krypta 35 – rodziny von Mautner Markhof
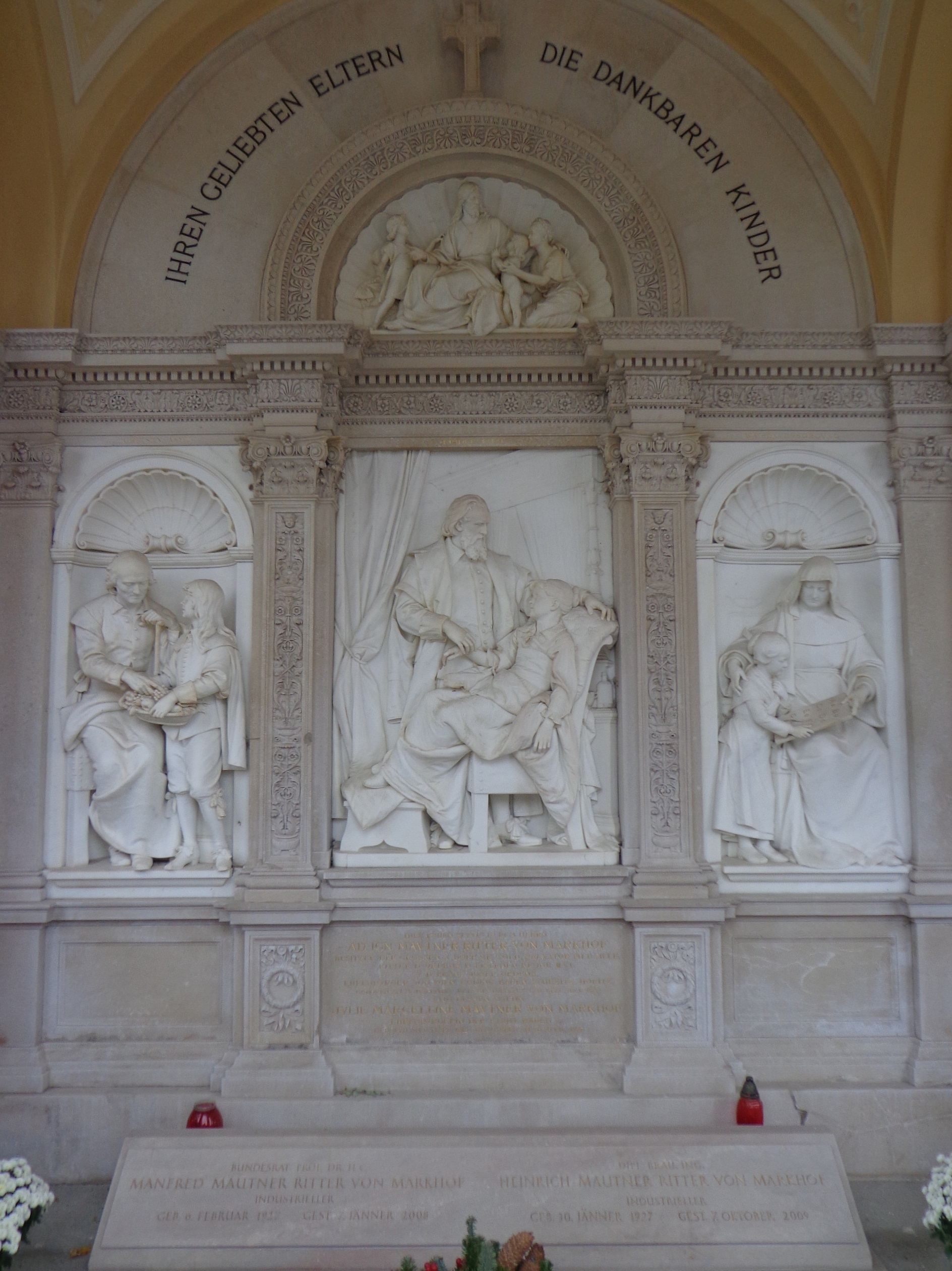
krypta 36 – rodziny von Mautner Markhof